# Liste der Biografien/Hin
Liste der Biografien |
Portal Biografien |
Personensuche
# |
A |
B |
C |
D |
E |
F |
G |
H |
I |
J |
K |
L |
M |
N |
O |
P |
Q |
R |
S |
T |
U |
V |
W |
X |
Y |
Z |
?
 
Ha |
Hd |
He |
Hi |
Hj |
Hk |
Hl |
Hm |
Hn |
Ho |
Hr |
Hs |
Ht |
Hu |
Hv |
Hw |
Hy
 
Hia |
Hib |
Hic |
Hid |
Hie |
Hif |
Hig |
Hih |
Hii |
Hij |
Hik |
Hil |
Him |
Hin |
Hio |
Hip |
Hir |
His |
Hit |
Hiv |
Hiw |
Hix |
Hiy |
Hiz
Die Liste der Biografien führt alle Personen auf, die in der deutschsprachigen Wikipedia einen Artikel haben. Dieses ist eine Teilliste mit 813 Einträgen von Personen, deren Namen mit den Buchstaben „Hin“ beginnt.

## Hin
- Hin, Cornelis (1869–1944), niederländischer Segler
- Hin, Frans (1906–1968), niederländischer Segler
- Hin, Johan (1899–1957), niederländischer Segler

### Hina
- Hina, Horst (* 1941), deutscher Romanist
- Hinard, François (1941–2008), französischer Althistoriker
- Hinata, Minami, japanische Synchronsprecherin
- Hinatsu, Kōnosuke (1890–1971), japanischer Lyriker und Literaturwissenschaftler
- Hinault, Bernard (* 1954), französischer RadrennfahrerBernard Hinault (* 1954)

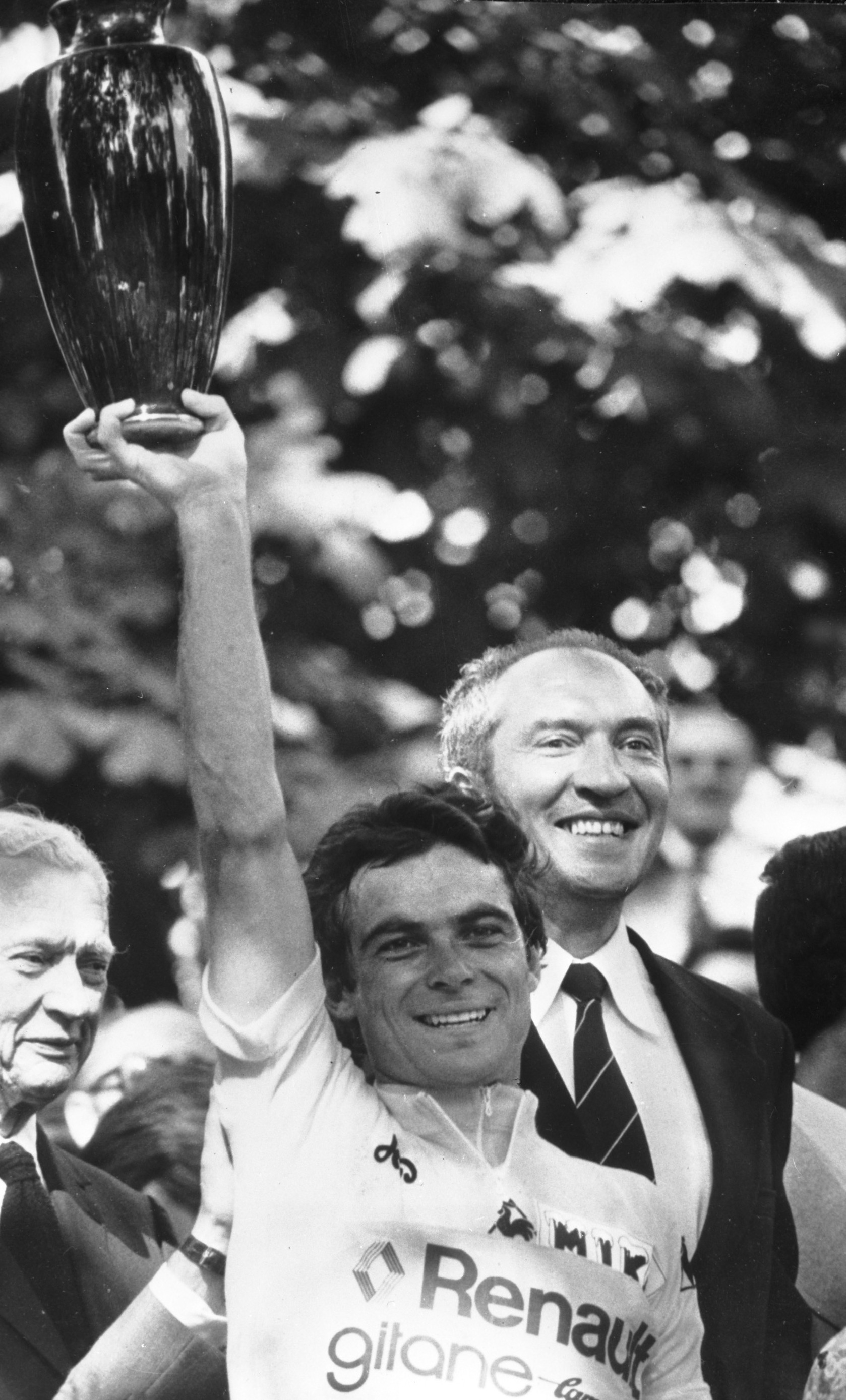
Bernard Hinault (* 1954)

- Hinault, Sébastien (* 1974), französischer Radrennfahrer

### Hinc
- Hınçal, Cengizhan (* 1974), türkischer Fußballspieler
- Hincapie, George (* 1973), US-amerikanischer Radsportler
- Hincapié, María Teresa (1956–2008), kolumbianische Performance-Künstlerin
- Hincapié, Piero (* 2002), ecuadorianischer Fußballspieler
- Hince, Jamie (* 1968), britischer Gitarrist, Sänger und Songwriter
- Hince, Paul (1945–2023), englischer Fußballspieler und Journalist
- Hinch, E. John (* 1947), britischer Mathematiker
- Hinch, Maddie (* 1988), britische Feldhockeyspielerin
- Hincha, Georg (1930–2012), deutscher Linguist
- Hinchcliff, James (* 1986), kanadischer AutomobilrennfahrerJames Hinchcliffe (* 1986)

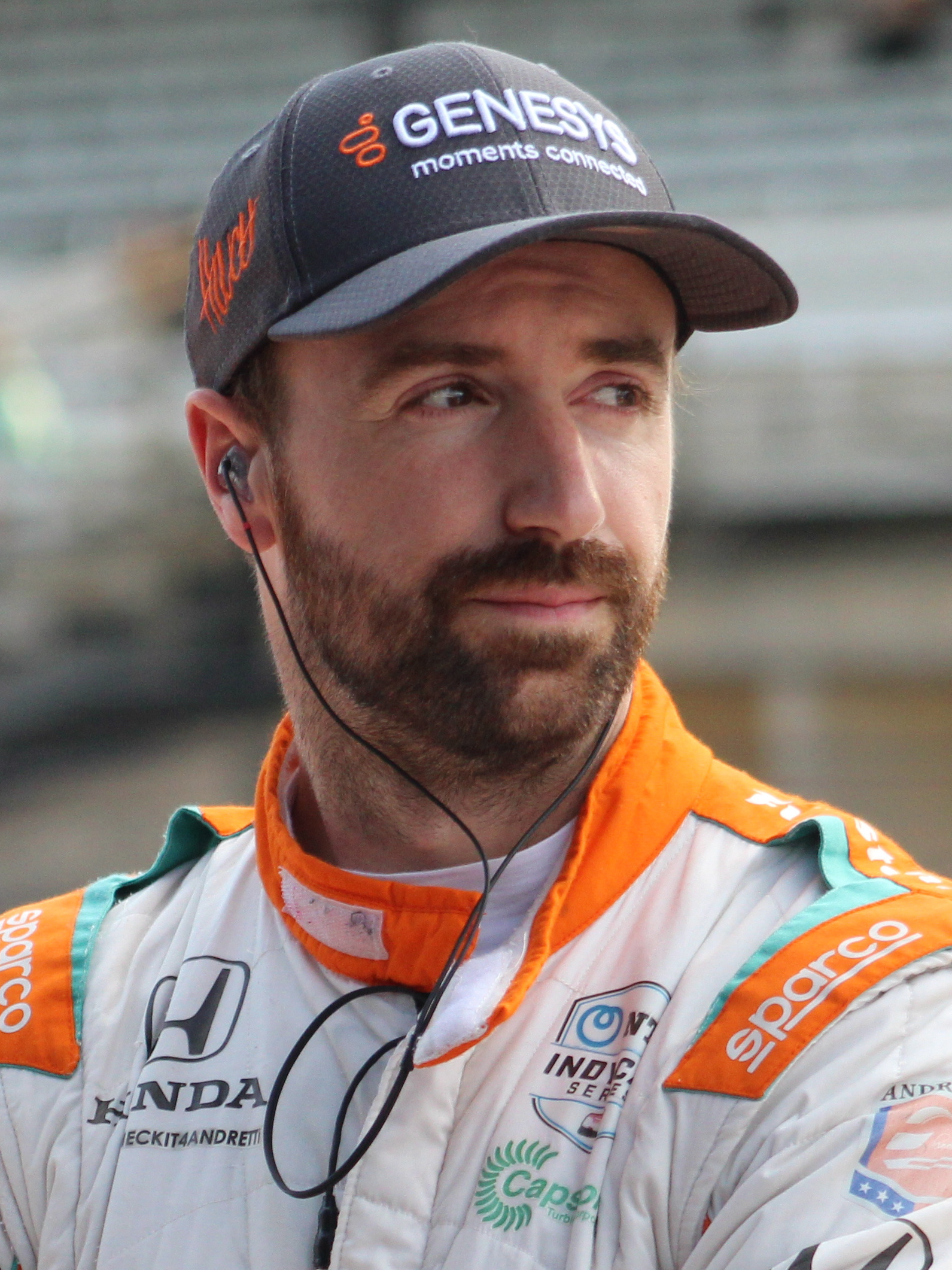
James Hinchcliffe (* 1986)

- Hinchcliffe, Andy (* 1969), englischer Fußballspieler
- Hinchey, Maurice (1938–2017), US-amerikanischer Politiker (Demokratische Partei)
- Hinchliffe, Dickon (* 1967), britischer Musiker und Filmkomponist
- Hinchliffe, Ian (* 1952), britischer Physiker
- Hinchliffe, Louie (* 2002), britischer Leichtathlet
- Hinck, Hugo (1840–1876), deutscher Klassischer Philologe und Bibliothekar
- Hinck, Walter (1922–2015), deutscher Literaturwissenschaftler und Schriftsteller
- Hinck, Willy (1915–2002), deutscher Maler und Fotograf
- Hinckel, Eugen (1882–1962), deutscher Bankkaufmann
- Hinckeldey, Heinrich von (1793–1852), badischer Kavallerieoffizier
- Hinckeldey, Karl Ludwig Friedrich von (1805–1856), Polizeipräsident in Berlin
- Hinckeldey, Otto von (1838–1878), deutscher Verwaltungsbeamter
- Hinckeldeyn, Carl (1846–1886), Lübecker Arzt und Politiker
- Hinckeldeyn, Ida (1848–1898), deutsche Schulleiterin
- Hinckeldeyn, Karl (1847–1927), deutscher Architekt und preußischer Baubeamter
- Hinckelmann, Abraham (1652–1695), deutscher evangelischer Theologe
- Hinckelmann, Benedict (1588–1659), deutscher Chemiker, Alchemist und Mediziner
- Hinckfuss, Hugo (* 2003), australischer Skilangläufer
- Hinckley, Gordon B. (1910–2008), US-amerikanischer Präsident der Kirche Jesu Christi der Heiligen der Letzten Tage
- Hinckley, John Jr. (* 1955), US-amerikanischer AttentäterJohn Hinckley, Jr. (* 1955)

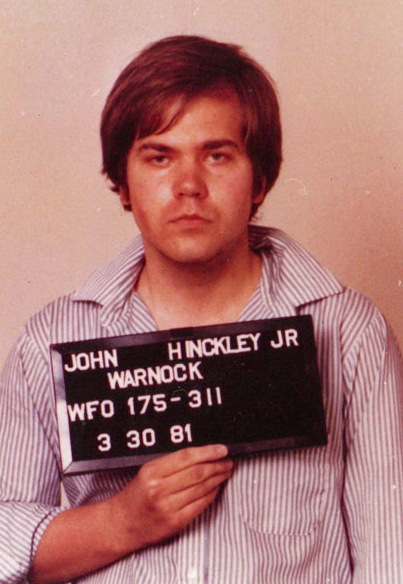
John Hinckley, Jr. (* 1955)

- Hinckley, Lyman G. (1832–1887), US-amerikanischer Politiker und Anwalt
- Hinckley, Thomas (1618–1706), englischer Puritaner; Gouverneur der Plymouth Colony
- Hincks, Edward (1792–1866), irischer Assyriologe und einer der frühesten Entzifferer der Keilschrift
- Hincks, Peter J. (1883–1968), US-amerikanischer Politiker und Treasurer von Vermont
- Hińcza von Rogów († 1473), polnischer Ritter

### Hind
- Hind Al-Abadleh († 2025), emiratisch-kanadische Chemikerin und Hochschullehrerin
- Hind bint an-Nu'man, Dichterin und Tochter von an-Nu'man III ibn al-Mundhir
- Hind bint ʿUtba, quraischitische Priesterin, Mutter des Kalifen Muʿāwiya I.
- Hind, Arthur (1856–1933), US-amerikanischer Industrieller und PhilatelistArthur Hind (1856–1933)

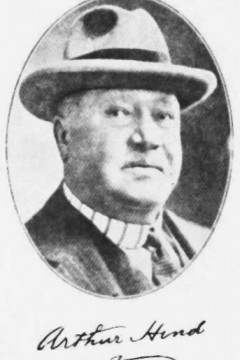
Arthur Hind (1856–1933)

- Hind, Arthur M. (1880–1957), britischer Kunsthistoriker
- Hind, Ella Cora (1861–1942), kanadische Journalistin, Landwirtin und Frauenrechtlerin
- Hind, John Russell (1823–1895), britischer Astronom
- Hind, John William (* 1945), britischer Bischof der Anglikanischen Gemeinschaft
- Hindahl, Barbara (* 1960), deutsche Künstlerin und Lehrbeauftragte
- Hindawi, Nezar (* 1954), jordanischer Terrorist
- Hindberg, Poul (1918–1999), dänischer Jazzmusiker (Klarinette, Altsaxophon)
- Hinde, Charles T. (1832–1915), amerikanischer Tycoon, Erfinder und Philanthrop
- Hinde, Hildegarde Beatrice (1871–1959), britische Autorin, Linguistin und Anthropologin
- Hinde, Robert (1923–2016), britischer Verhaltensforscher und Autor
- Hinde, Sidney Langford (1863–1930), britischer Offizier und Kolonialverwalter
- Hindelang, Andreas (* 1987), deutscher Fußballspieler
- Hindelang, Charles (1865–1943), deutscher Politiker
- Hindelang, Eduard (1923–2016), deutscher Museumsleiter
- Hindelang, Hans (* 1951), deutscher Radrennfahrer
- Hindelang, Herbert (* 1940), deutscher Biathlet
- Hindelang, Marc (* 1967), deutscher Sportkommentator
- Hindels, Josef (1916–1990), österreichischer Gewerkschafter und Publizist
- Hindemith, Harry (1906–1973), deutscher Schauspieler
- Hindemith, Jörg (* 1956), deutscher Sänger, Komponist und Musikproduzent
- Hindemith, Paul (1895–1963), deutscher Komponist und MusikerPaul Hindemith (1895–1963)

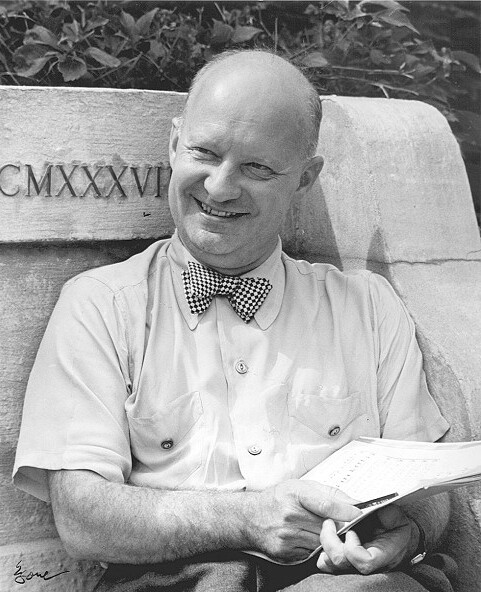
Paul Hindemith (1895–1963)

- Hindemith, Rudolf (1900–1974), deutscher Komponist und Dirigent
- Hindenberg, Detlef (* 1947), deutscher Fußballspieler
- Hindenburg, Bernhard von (1859–1932), preußischer Offizier und Schriftsteller
- Hindenburg, Carl (1820–1899), deutscher Radsportfunktionär und erster Präsident des Deutschen Radfahrer-Bundes
- Hindenburg, Carl Friedrich (1741–1808), deutscher Mathematiker, Professor der Philosophie und Physik
- Hindenburg, Gertrud von (1860–1921), deutsche Adelige und Philanthropin
- Hindenburg, Herbert von (1872–1956), deutscher Diplomat und Schriftsteller
- Hindenburg, Margarete von (1897–1988), deutschen Schwiegertochter des Reichspräsidenten Paul von Hindenburg und „ersten Dame“ der deutschen Republik
- Hindenburg, Oskar von (1883–1960), deutscher Generalleutnant und Sohn des Reichspräsidenten Paul von Hindenburg
- Hindenburg, Paul von (1847–1934), deutscher Generalfeldmarschall und Politiker, Reichspräsident Deutschlands während der Weimarer RepublikPaul von Hindenburg (1847–1934)

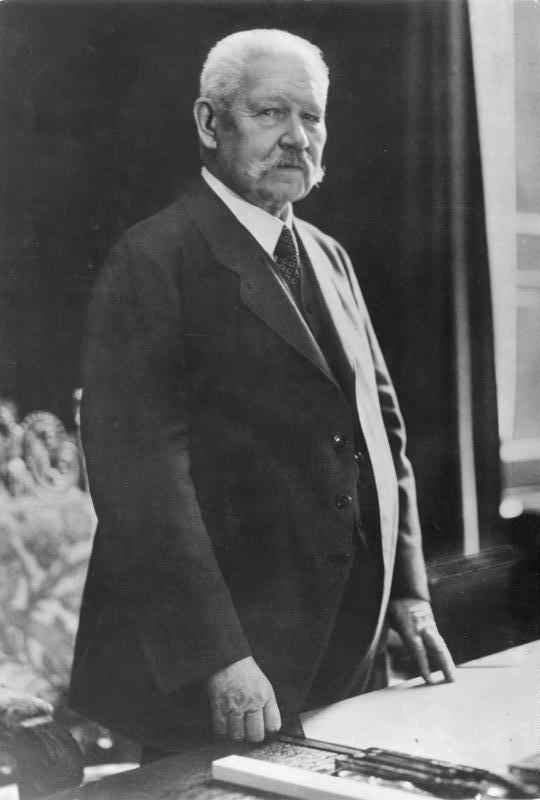
Paul von Hindenburg (1847–1934)

- Hindenlang, Charles (1894–1960), Schweizer Maler und Glasmaler
- Hindenlang, Friedrich (1867–1937), deutscher evangelischer Pfarrer, Kirchenrat und Autor
- Hinder, Jakob Wilhelm (1901–1976), deutscher Keramiksammler
- Hinder, Margel (1905–1995), US-amerikanisch-australische Bildhauerin
- Hinder, Paul (* 1942), Schweizer Ordensgeistlicher, emeritierter apostolischer Vikar des südlichen Arabien
- Hinderbach, Johannes (1418–1486), römisch-katholischer Bischof
- Hinderberger, Anton (1886–1963), deutscher römisch-katholischer Geistlicher, Domdekan in Rottenburg
- Hinderberger, Hannelise (1904–1992), Schweizer Schriftstellerin und Übersetzerin
- Hinderer, August (1877–1945), evangelischer Theologe, Publizist und Honorarprofessor für Publizistik
- Hinderer, Fritz (1912–1991), deutscher Astronom und Astrophysiker
- Hinderer, Hans (1929–2006), deutscher Jurist und Professor für Strafrecht
- Hinderer, Karl (1931–2010), deutscher Mathematiker
- Hinderer, Rainer (* 1962), deutscher Diplom-Sozialarbeiter und Politiker (SPD), MdL
- Hinderer, Walter (* 1934), deutscher Germanist und Literaturwissenschaftler
- Hinderks-Kutscher, Rotraut (1908–1986), deutsche Illustratorin und Autorin von Kinder- und Jugendbüchern
- Hinderlich, Janine (* 1990), deutsche Volleyballspielerin
- Hinderling, Robert (1935–2011), Schweizer, in Deutschland wirkender Germanist
- Hindermann, Federico (1921–2012), Schweizer Romanist, Journalist, Lyriker, Übersetzer, Herausgeber und Verlagsleiter
- Hindermann, Hans (1877–1963), Schweizer Architekt
- Hindermann, Marie-Sophie (* 1991), deutsche Turnerin und Stabhochspringerin
- Hindermann, Philipp (1796–1884), Schweizer Lehrer und Dichter in Baseldeutsch
- Hindersin, Daniel Friedrich († 1780), preußischer Kriegs- und Steuerrat und dirigierender Bürgermeister von Königsberg
- Hindersin, Gustav Eduard von (1804–1872), preußischer General der Infanterie
- Hindersin, Isabel (* 1967), spanisch-deutsche Schauspielerin und Opernsängerin
- Hindersin, Johann Caspar (* 1667), preußischer Schlossbaumeister
- Hindersmann, Alexander (* 1988), deutscher Fernsehdarsteller und Reality-TV-Teilnehmer
- Hinderthür, Peter (* 1971), deutscher Musiker, Filmkomponist und Orchester-Arrangeur
- Hindes, Philip (* 1992), britisch-deutscher Radrennfahrer
- Hindhede, Mikkel (1862–1945), dänischer Ernährungsforscher
- Hindhede, Sidsel (* 1993), dänisch-deutsche Schauspielerin
- Hindi, Abdulbasit (* 1997), saudi-arabischer Fußballspieler
- Hindi, Hanadi Zakaria al- (* 1978), erste saudische Pilotin
- Hindié, Krikor (1891–1967), Erzbischof der Armenisch-katholischen Kirche von Aleppo
- Hindinger, Doris (* 1972), österreichische Schauspielerin
- Hindistan, Ceren (* 1989), türkische Schauspielerin
- Hindjou, Johannes (* 1979), namibischer Fußballspieler
- Hindkjær, Inge (* 1958), dänische Fußballspielerin
- Hindle, Art (* 1948), kanadischer SchauspielerArt Hindle (* 1948)

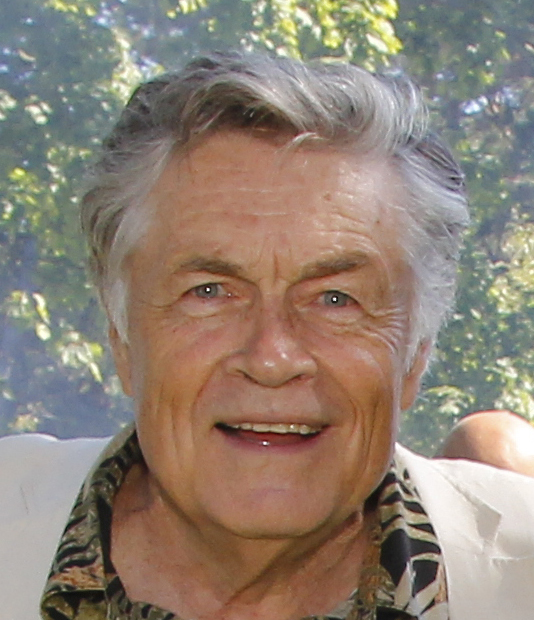
Art Hindle (* 1948)

- Hindle, Ben (* 1974), kanadischer Bobfahrer
- Hindle, Bradley (* 1980), australisch-maltesischer Squashspieler
- Hindle, Edward (1886–1973), englischer Zoologe
- Hindle, Matt (* 1974), kanadischer Bobfahrer
- Hindler, Johann (* 1951), österreichischer Klarinettist und Hochschullehrer
- Hindley, Jai (* 1996), australischer RadrennfahrerJai Hindley (* 1996)

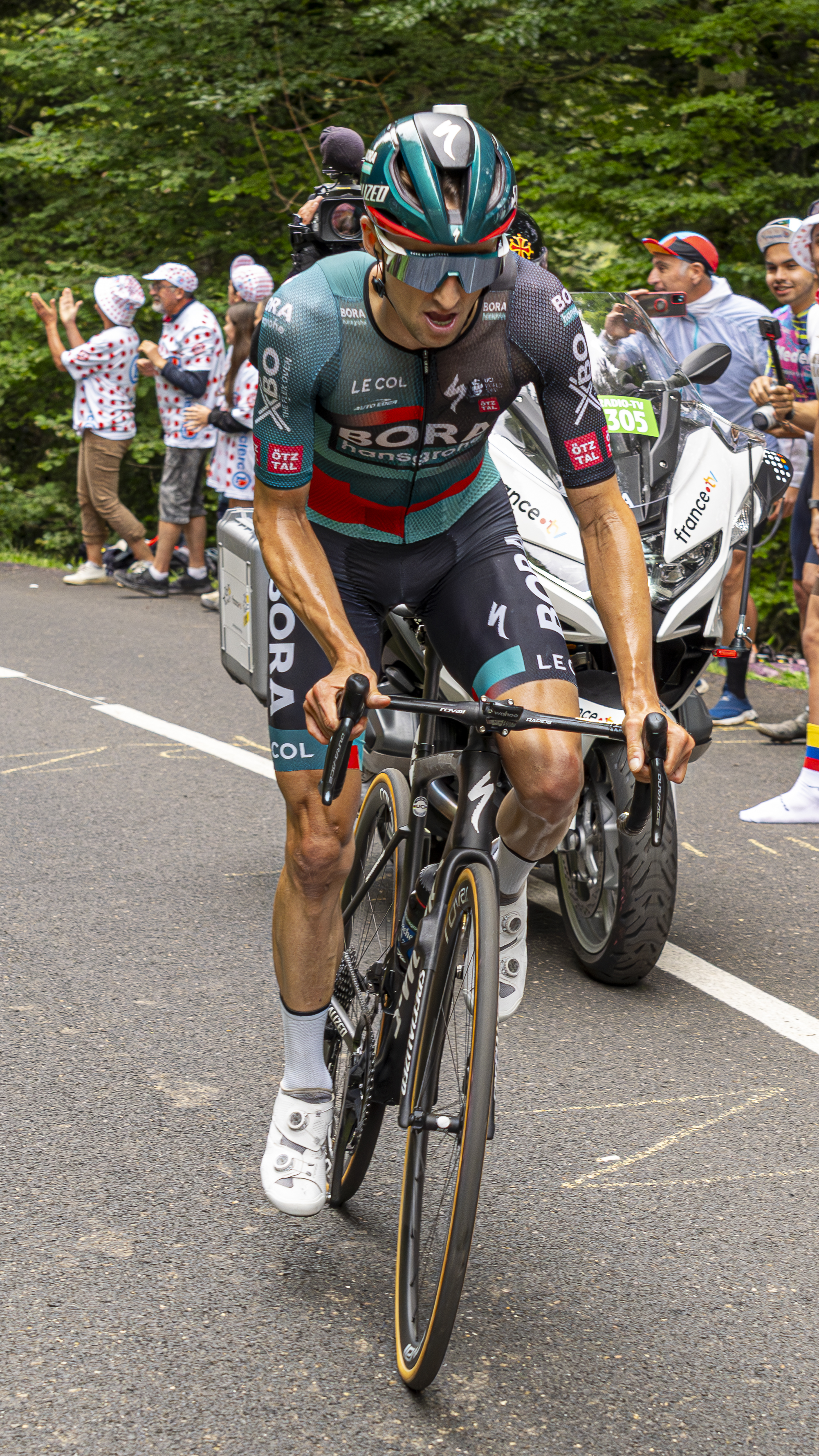
Jai Hindley (* 1996)

- Hindley, Myra (1942–2002), britische Serienmörderin, Moormörderin
- Hindley, Rachel (* 1981), neuseeländische Badmintonspielerin
- Hindley, Tommy (1947–2013), englischer Sportfotograf
- Hindls, Richard (* 1950), tschechischer Statistiker, Rektor der Wirtschaftsuniversität Prag
- Hindman, Daniel T. (* 1839), US-amerikanischer Politiker
- Hindman, Dorothy (* 1966), US-amerikanische Komponistin und Musikpädagogin
- Hindman, Earl (1942–2003), US-amerikanischer Schauspieler
- Hindman, James R. (1839–1912), US-amerikanischer Politiker
- Hindman, John, US-amerikanischer Regisseur, Drehbuchautor und Fernsehproduzent
- Hindman, Matthew (* 1976), Politikwissenschaftler
- Hindman, Thomas Carmichael (1828–1868), Generalmajor in der Konföderierten Armee und Politiker
- Hindman, William (1743–1822), US-amerikanischer Politiker
- Hindmarch, Dave (* 1958), kanadischer Eishockeyspieler
- Hindmarsh, Alfred Humphrey (1860–1918), neuseeländischer Politiker (New Zealand Labour Party) und Parteivorsitzender
- Hindmarsh, Billy (1919–1994), englischer Fußballspieler
- Hindmarsh, John (1785–1860), britischer Marineoffizier und Gouverneur von South Australia
- Hindmarsh, Johnny (1907–1938), englischer Autorennfahrer und Flieger
- Hindo, Jacques Behnan (1941–2021), türkischer Geistlicher, syrisch-katholischer Erzbischof von Hassaké-Nisibi
- Hindorf, Alfred (1824–1892), preußischer Generalmajor und Kunstmaler
- Hindorf, Carl (1826–1912), deutscher Architekt und Baubeamter der Reichspost
- Hindorf, Hadmut (* 1944), deutsche Orientierungsläuferin
- Hindorf, Heinz (1909–1990), deutscher Maler und Glaskünstler
- Hindorf, Richard (1863–1954), deutscher Agrarwissenschaftler und Forscher
- Hindorff, Martin (1897–1969), schwedischer Segler
- Hindorff, Silvia (* 1961), deutsche Gerätturnerin
- Hindová, Denisa (* 2002), tschechische Tennisspielerin
- Hindpere, Hans (1928–2012), estnischer Komponist
- Hindrey, Karl August (1875–1947), estnischer Schriftsteller, Journalist und Karikaturist
- Hindrich, Otto (* 2002), rumänischer Fußballtorwart
- Hindrichs, Friedrich (1928–1999), deutscher Politiker (SPD), MdL
- Hindrichs, Gunnar (* 1971), deutscher Philosoph und Hochschullehrer
- Hindrichs, Otto (1881–1957), deutscher Gymnasiallehrer, Schulrat, Regierungsrat, Landrat und Briefmarkenhändler
- Hindrichs, Wolfgang (1933–2012), deutscher Sozialwissenschaftler
- Hindrichson, Georg (1854–1945), deutscher Gymnasiallehrer und Heimatkundler
- Hindriksen, Arendt (* 1947), deutscher Politiker (Grüne), MdBB
- Hindriksen, Mareike (* 1987), deutsche Volleyballspielerin
- Hindringer, Herbert (* 1974), deutscher Schriftsteller
- Hinds, Aisha (* 1975), US-amerikanische Schauspielerin
- Hinds, Alfred George (1917–1991), britischer Gefängnisausbrecher
- Hinds, Anthony (1922–2013), britischer Filmproduzent und Drehbuchautor
- Hinds, Asher (1863–1919), US-amerikanischer Politiker
- Hinds, Brent (* 1974), US-amerikanischer Gitarrist und SängerBrent Hinds (* 1974)

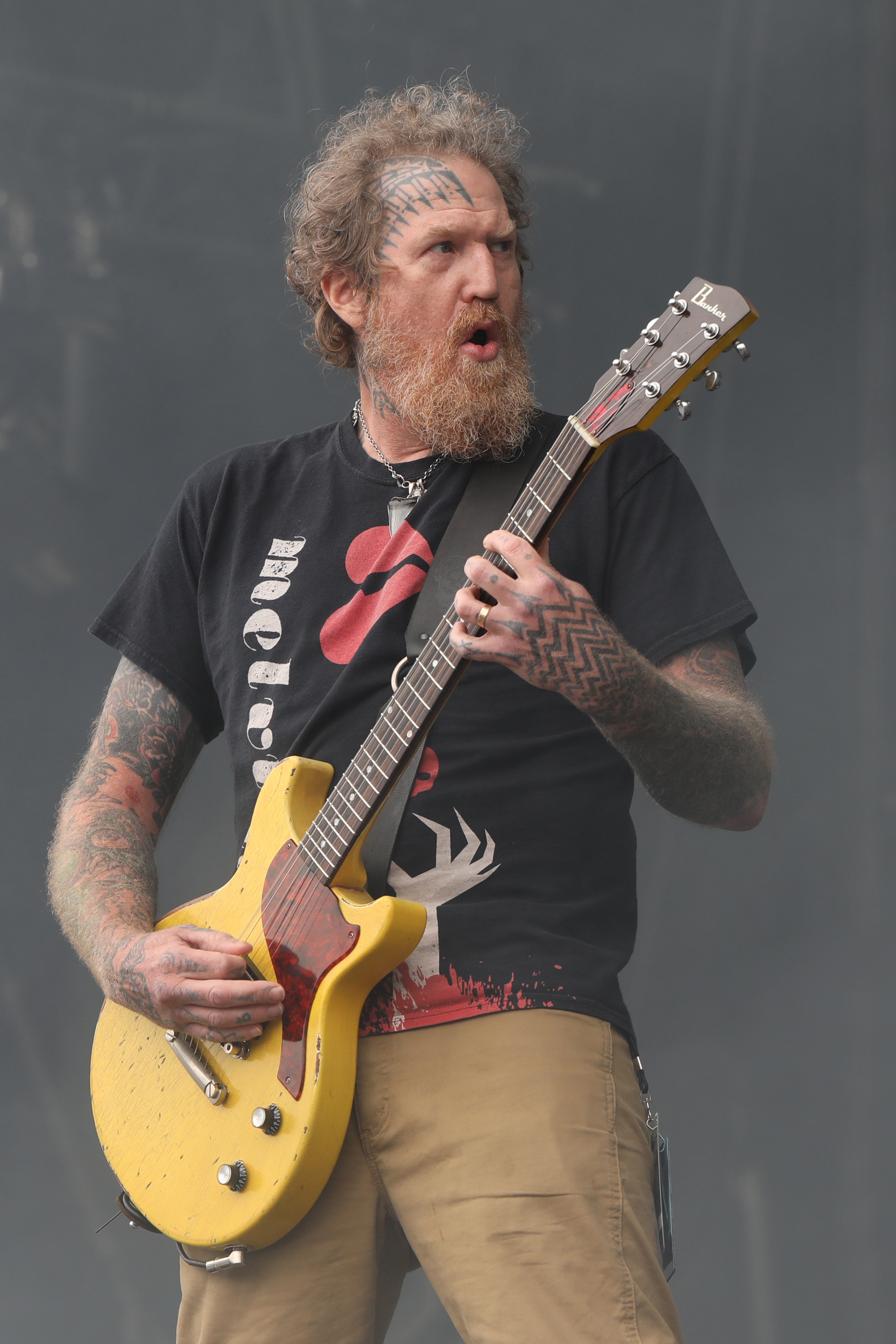
Brent Hinds (* 1974)

- Hinds, Ciarán (* 1953), irischer SchauspielerCiarán Hinds (* 1953)

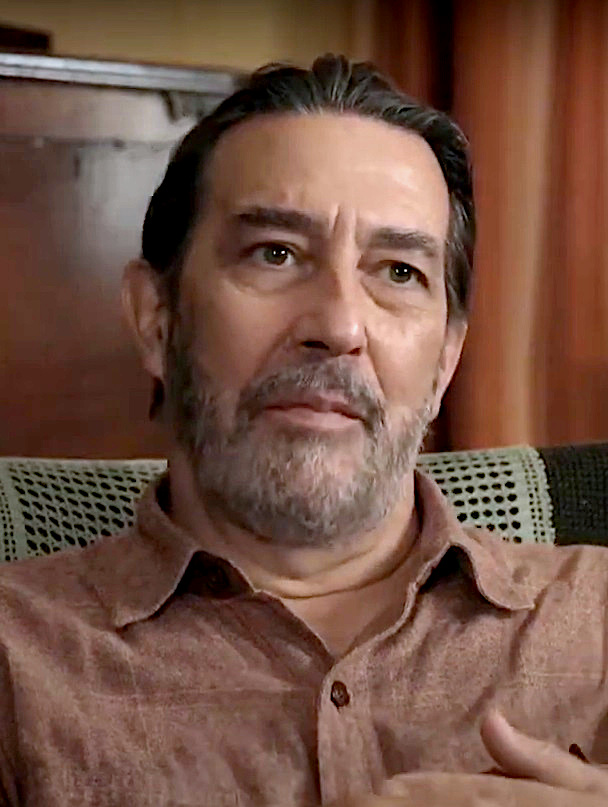
Ciarán Hinds (* 1953)

- Hinds, Damian (* 1969), britischer Politiker (Conservative Party) und Bildungsminister
- Hinds, Edward (* 1949), britischer Physiker
- Hinds, Ernest (1864–1941), US-amerikanischer Offizier, Generalmajor der US-Army
- Hinds, James M. (1833–1868), US-amerikanischer Politiker
- Hinds, Jim (1937–2010), britischer Radrennfahrer
- Hinds, Joel (* 1987), englischer Squashspieler
- Hinds, Justin (1942–2005), jamaikanischer Musiker
- Hinds, Kaylen (* 1998), englischer Fußballspieler
- Hinds, Korene (* 1976), jamaikanische Leichtathletin
- Hinds, Martin (1941–1988), britischer Historiker und Islamwissenschaftler
- Hinds, Michael deCourcy (1947–2005), US-amerikanischer Journalist, Korrespondent der New York Times und Autor
- Hinds, Natalie (* 1993), US-amerikanische Schwimmerin
- Hinds, Sam (* 1943), guyanischer Politiker
- Hinds, Samuel S. (1875–1948), US-amerikanischer Schauspieler
- Hinds, Sidney (1900–1991), US-amerikanischer Sportschütze
- Hinds, Stephen, irischer Klassischer Philologe
- Hinds, Sterling (* 1961), kanadischer Sprinter
- Hinds, Taylor (* 1999), englische Fußballspielerin
- Hinds, Thomas (1780–1840), US-amerikanischer Politiker
- Hindsbo, Karin (* 1974), dänische Kunsthistorikerin und Museumsdirektorin
- Hindsgaul, Jacob (* 2000), dänischer Radrennfahrer
- Hinduja, Prakash (* 1945), indisch-schweizerischer Geschäftsmann
- Hindwood, Keith Alfred (1904–1971), australischer Ornithologe und Geschäftsmann
- Hindy, Iván (1890–1946), ungarischer General der Königlich Ungarischen Armee

### Hine
- Hine, James Stewart (1866–1930), US-amerikanischer Entomologe
- Hine, John (1933–2020), britischer Autorennfahrer
- Hine, John (1938–2024), britischer Geistlicher, emeritierter Weihbischof in Southwark
- Hine, Lewis (1874–1940), Zeichenlehrer, Sozialarbeiter und FotografLewis Hine (1874–1940)

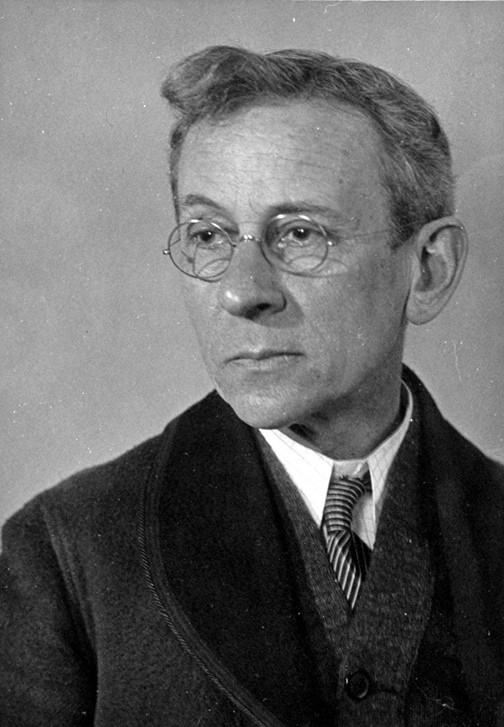
Lewis Hine (1874–1940)

- Hine, Lyman (1888–1930), US-amerikanischer Bobfahrer
- Hine, Patrick (* 1932), britischer Air Chief Marshal
- Hine, Richard (* 1939), australischer Radrennfahrer
- Hine, Rupert (1947–2020), britischer Rockmusiker und Musikproduzent
- Hine, Thomas J., US-amerikanischer Fotograf
- Hinebaugh, William H. (1867–1943), US-amerikanischer Politiker
- Hinematioro († 1823), Māori-Stammesführerin an der Nordostküste der Nordinsel von Neuseeland
- Hinerangi, Sophia (1832–1911), neuseeländische Touristenführerin
- Hines, Anthony, Drehbuchautor und Produzent für Film und Fernsehen
- Hines, Barry (1939–2016), britischer Schriftsteller und Drehbuchautor
- Hines, Brendan (* 1976), US-amerikanischer Schauspieler und Sänger
- Hines, Cheryl (* 1965), US-amerikanische SchauspielerinCheryl Hines (* 1965)

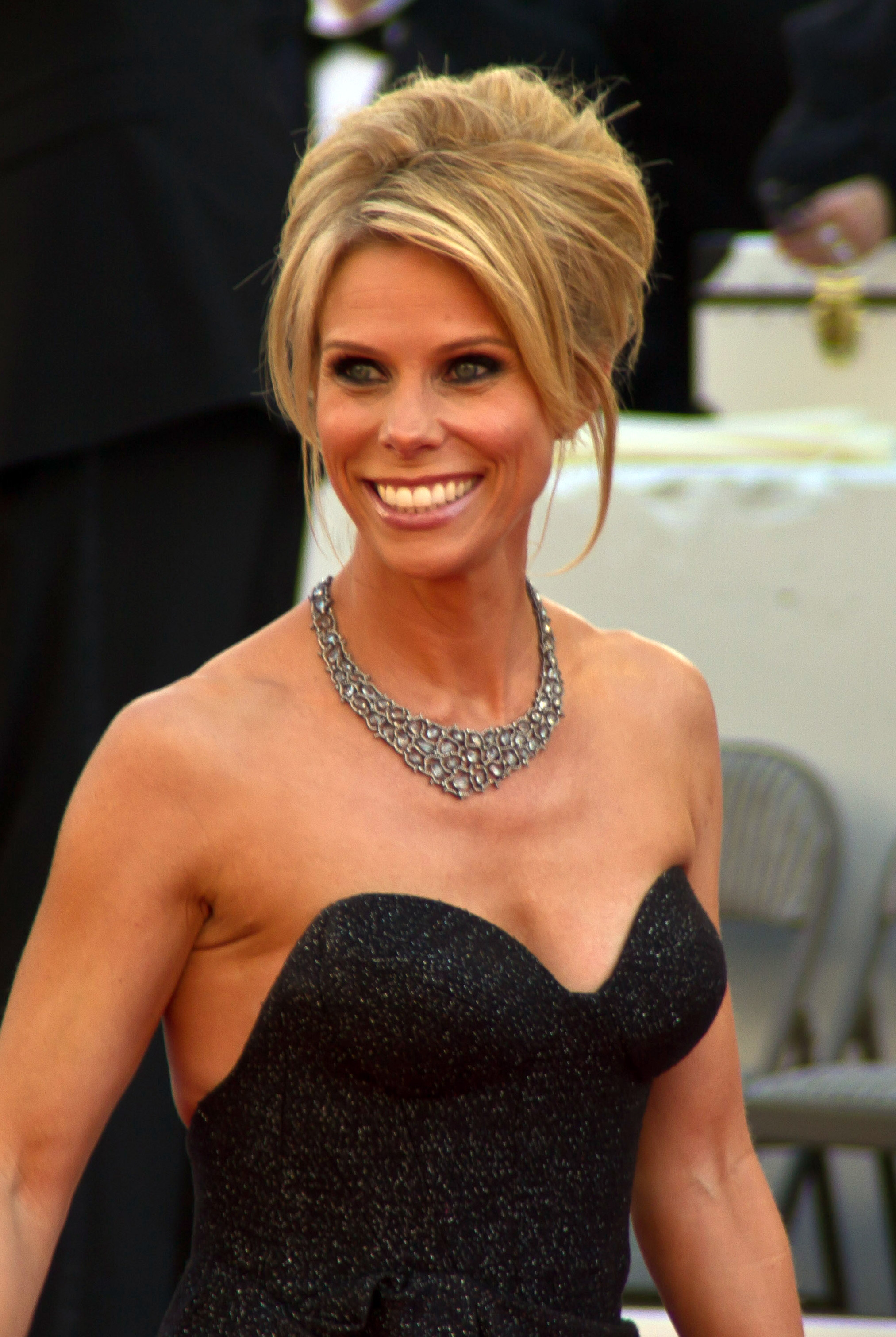
Cheryl Hines (* 1965)

- Hines, Connie (1931–2009), US-amerikanische Schauspielerin
- Hines, Douglas (1923–2006), US-amerikanischer Filmeditor
- Hines, Earl (1903–1983), US-amerikanischer Jazz-Pianist und Bandleader
- Hines, Frazer (* 1944), britischer Schauspieler
- Hines, Garrett (* 1969), US-amerikanischer Bobfahrer
- Hines, Gary (* 1984), amerikanischer Handballspieler
- Hines, Gregory (1946–2003), US-amerikanischer Stepptänzer und SchauspielerGregory Hines (1946–2003)

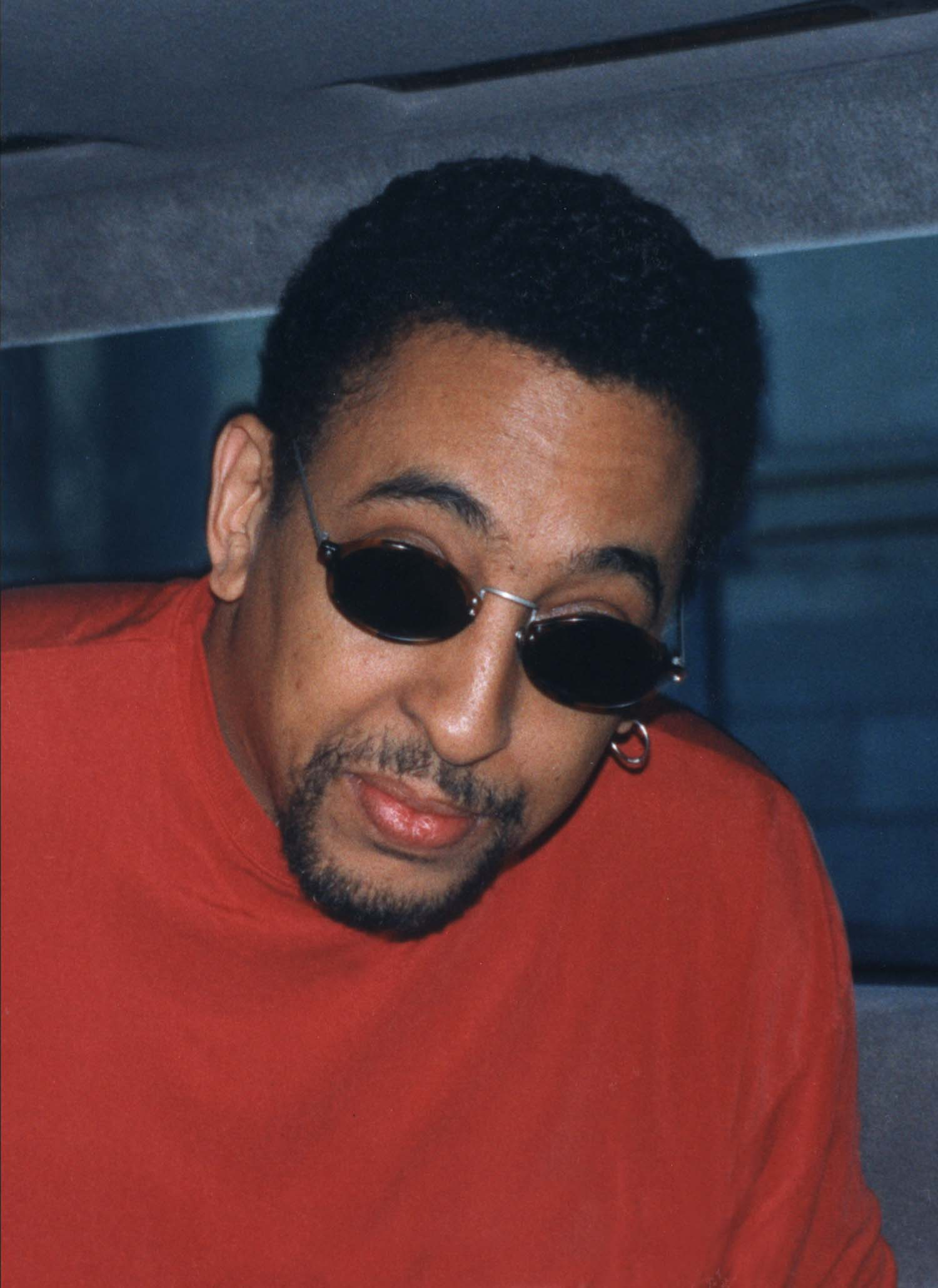
Gregory Hines (1946–2003)

- Hines, Jerome (1921–2003), US-amerikanischer Opernsänger (Bassbariton), Komponist und Mathematiker
- Hines, Jim (1946–2023), US-amerikanischer Sprinter und Footballspieler
- Hines, Jim C. (* 1974), US-amerikanischer Fantasy-Autor
- Hines, John Elbridge (1910–1997), US-amerikanischer Geistlicher, Oberhaupt der Episcopal Church in the USA
- Hines, John L. (1868–1968), US-amerikanischer General, Chief of Staff of the Army
- Hines, Kyle (* 1986), US-amerikanischer Basketballspieler
- Hines, Mike (* 1945), südafrikanischer Snooker- und English-Billiards-Spieler
- Hines, Nathan (* 1976), schottischer Rugbyspieler
- Hines, Nyheim (* 1996), US-amerikanischer American-Football-Spieler
- Hines, Patrick (1930–1985), US-amerikanischer Schauspieler
- Hines, Richard (1792–1851), US-amerikanischer Politiker
- Hines, Robert (* 1961), US-amerikanischer Boxer
- Hines, Robert (* 1975), US-amerikanischer Pilot und NASA Astronaut
- Hines, Sally (* 1967), britische Soziologin, Geschlechterforscherin und Feministin
- Hines, Scott L. (* 1958), US-amerikanischer Komponist
- Hines, Thomas S. (* 1936), amerikanischer Architektur- und Stadtplanungshistoriker
- Hines, Tiffany (* 1983), US-amerikanische SchauspielerinTiffany Hines (* 1983)

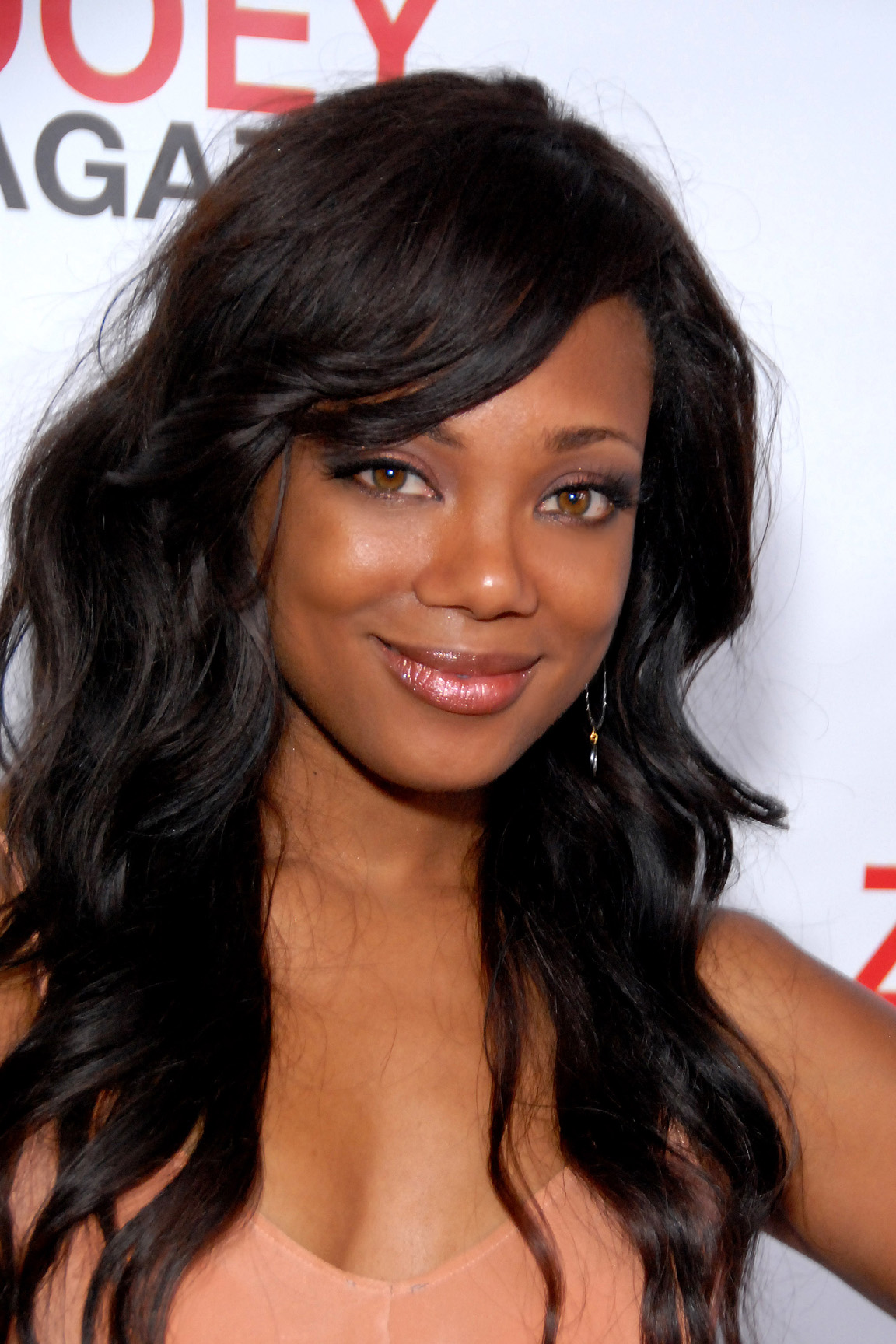
Tiffany Hines (* 1983)

- Hines, Vincent Joseph (1912–1990), US-amerikanischer Geistlicher, Bischof von Norwich
- Hines, William Henry (1856–1914), US-amerikanischer Politiker
- Hines-Allen, Josh (* 1997), US-amerikanischer American-Football-Spieler
- Hinestroza, Yomara (* 1988), kolumbianische Sprinterin

### Hing
- Hing, Kenny (1935–2019), US-amerikanischer Jazzmusiker (Holzblasinstrumente)
- Hingenau, Alfred von (1820–1866), österreichischer Jurist und Politiker, Landtagsabgeordneter
- Hingenau, Bernhard Gottlieb von (1759–1833), steirischer Adliger und Regierungspräsident von Oberösterreich
- Hingenau, Otto von (1818–1872), österreichischer Montanist, Bergrechtler und Schriftsteller
- Hinger, Barbara (* 1960), österreichische Romanistin
- Hingerl, Kevin (* 1993), deutscher Fußballspieler
- Hingerl, Marco (* 1996), deutscher Fußballspieler
- Hingert, Jack (* 1990), englisch-australischer Fußballspieler
- Hingeston, John († 1683), englischer Komponist des Barock
- Hinghaus, Walter (1941–2022), deutscher Fotograf
- Hinghofer-Szalkay, Helmut (* 1948), österreichischer Physiologe
- Hingis, Martina (* 1980), Schweizer TennisspielerinMartina Hingis (* 1980)

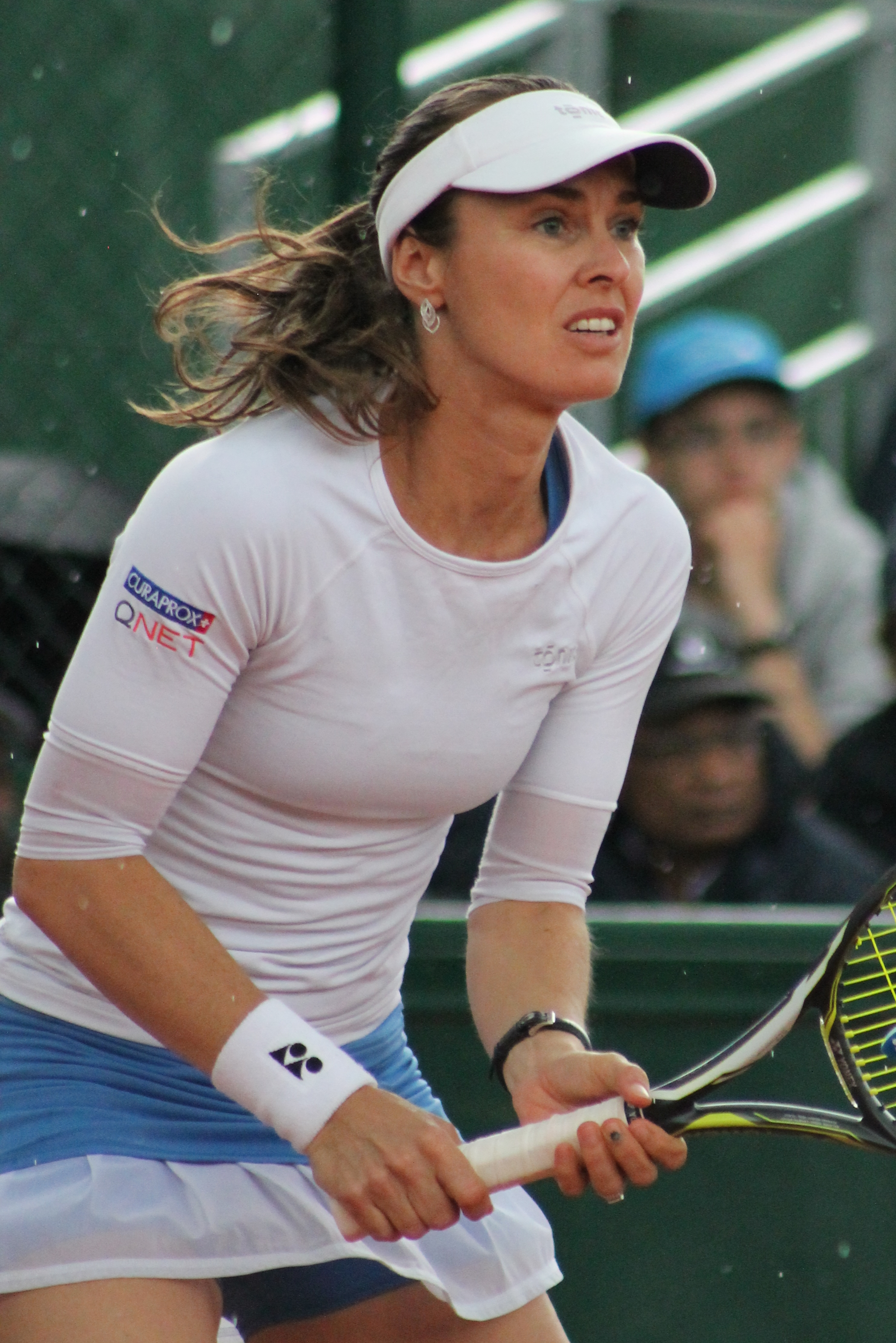
Martina Hingis (* 1980)

- Hingle, Pat (1924–2009), US-amerikanischer Schauspieler
- Hingley, Ronald (1920–2010), britischer Literaturwissenschaftler und Historiker
- Hingley, Tom (* 1965), britischer Musiker und Songwriter
- Hingorani, Narain G. (* 1931), indischer Elektroingenieur
- Hingre, Louis Théophile (1832–1911), französischer Maler, Plakatkünstler, Illustrator und Bildhauer des Jugendstils
- Hingsamer, Johann (* 1956), österreichischer Politiker (ÖVP), Landtagsabgeordneter
- Hingsamer, Severin (* 2000), österreichischer Fußballspieler
- Hingsen, Jürgen (* 1958), deutscher Zehnkämpfer und Olympiamedaillengewinner
- Hingst, Ariane (* 1979), deutsche Fußballspielerin
- Hingst, Carl Wilhelm (1814–1885), deutscher Kirchschullehrer und Lokalhistoriker der Gegend um Leisnig und Döbeln in Mittelsachsen
- Hingst, Carolin (* 1980), deutsche Stabhochspringerin
- Hingst, Hans (1908–1996), deutscher Prähistoriker
- Hingst, Hans Christian (1895–1955), deutscher SA-Obersturmbannführer
- Hingst, Jacoba (1871–1950), niederländische Biologin und Gründerin der ersten Gartenbauschule für Mädchen in den Niederlanden
- Hingst, Kai-Michael (* 1965), deutscher Rechtswissenschaftler
- Hingst, Marie Sophie (* 1987), deutsche Bloggerin und Historikerin
- Hingst, Paul von (1846–1919), königlich-sächsischer General der Infanterie
- Hingst, Sascha (* 1971), deutscher FernsehmoderatorSascha Hingst (* 1971)

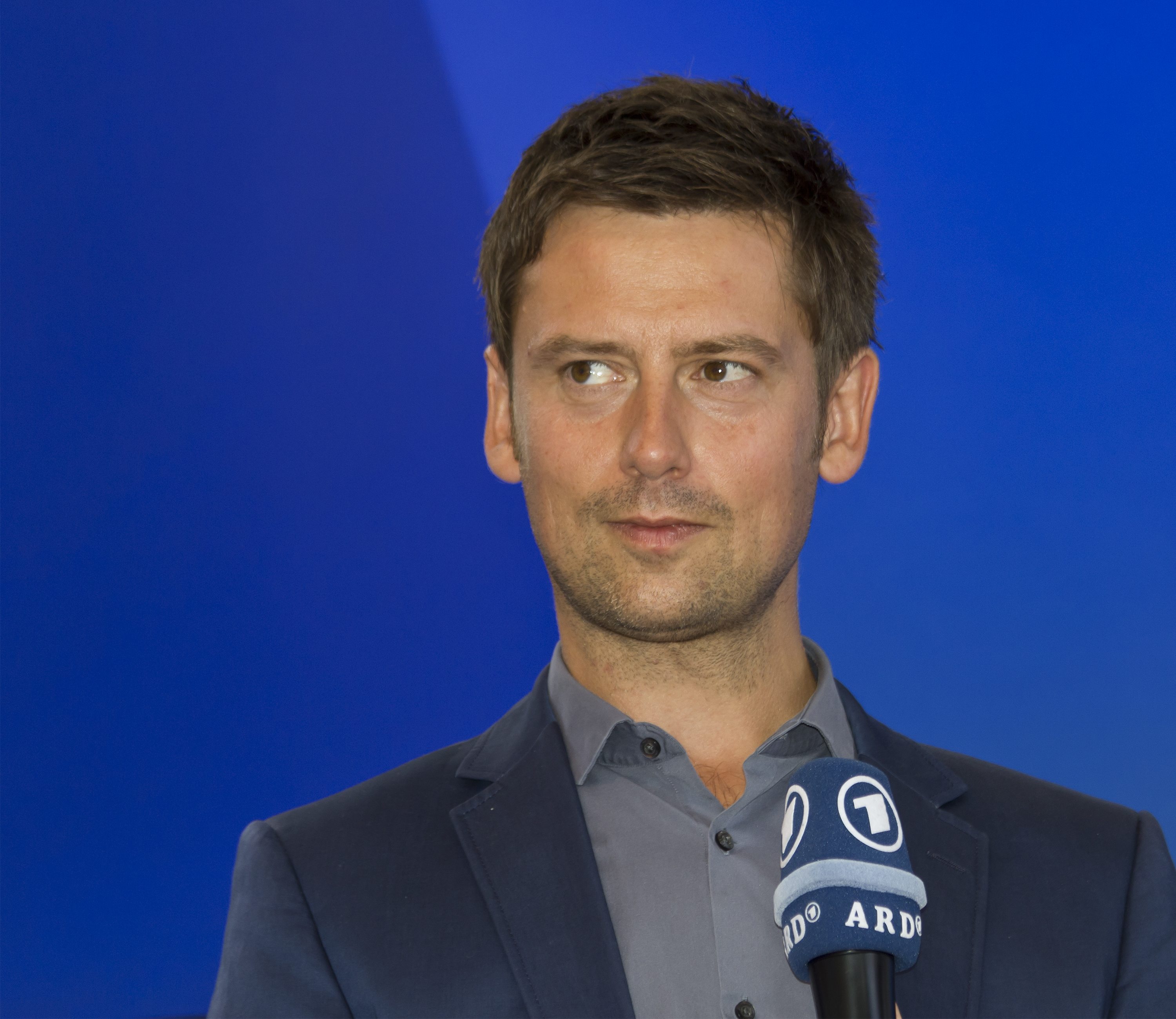
Sascha Hingst (* 1971)

- Hingst, Wolfgang (1938–2020), österreichischer Autor und Journalist
- Hingston, Nancy, US-amerikanische Mathematikerin
- Hingston, William Hales (1829–1907), kanadischer Politiker und Arzt

### Hini
- Hinić, Igor (* 1975), kroatischer Wasserballspieler
- Hinings, Bob (* 1937), britischer Wirtschaftswissenschaftler

### Hink
- Hink, Werner (1943–2024), österreichischer Violinist und Konzertmeister des Staatsopernorchesters sowie Mitglied der Wiener Philharmoniker
- Hinkati, Privel (* 1988), französisch-beninischer Ruderer
- Hinke, Gustav (1844–1893), deutscher Oboist
- Hinke, Mathias (* 1973), mexikanischer Komponist
- Hinkefuß, Carl Ernst (1881–1970), deutscher Reklamekünstler, Graphiker und Verleger
- Hinkel, Andreas (* 1982), deutscher Fußballspieler und -trainer
- Hinkel, Carl (1793–1817), deutscher Dichter
- Hinkel, Friedrich (1925–2007), deutscher Architekt und Archäologe
- Hinkel, Hans (1901–1960), deutscher Politiker (NSDAP), MdR, Journalist und MinisterialbeamterHans Hinkel (1901–1960)

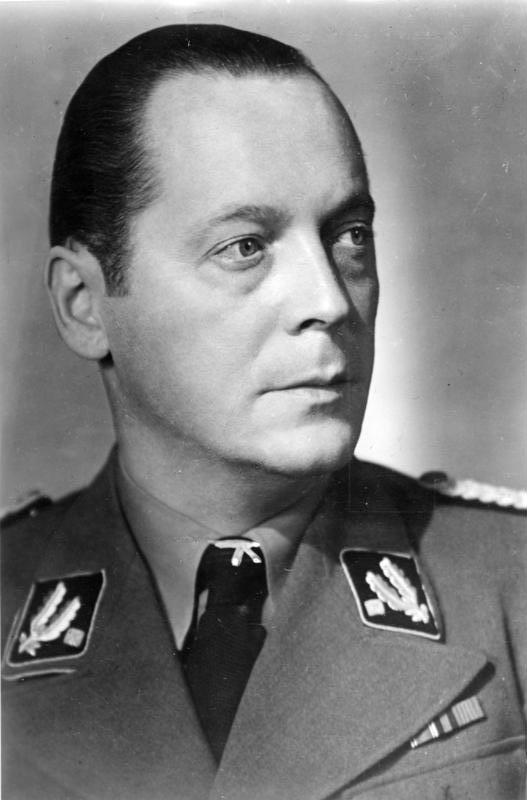
Hans Hinkel (1901–1960)

- Hinkel, Helmut (* 1943), deutscher römisch-katholischer Theologe, Kirchenhistoriker und Bibliothekar
- Hinkel, Joachim (1887–1963), deutscher Verwaltungsjurist
- Hinkel, Joern (* 1970), deutscher Regisseur
- Hinkel, Karl (1817–1894), deutscher Philologe und Philosoph
- Hinkel, Klaus (* 1962), deutscher Richter und Präsident des Thüringer Oberverwaltungsgerichtes
- Hinkel, Raimund (1924–2002), österreichischer Schriftsteller
- Hinkel, Roy (1905–1981), kanadischer Eishockeyspieler
- Hinkel, Volker (* 1965), deutscher Musiker
- Hinkelammert, Franz Josef (1931–2023), deutscher Theologe und Ökonom
- Hinkelbein, Claus (1909–1967), deutscher Stuka-Pilot der Wehrmacht und Offizier, zuletzt im Dienstgrad eines Generalmajors der Bundeswehr
- Hinkelbein, Jochen (1974–2025), deutscher Mediziner und Hochschullehrer
- Hinkelbein, Susanne (* 1953), deutsche Komponistin
- Hinkelbein, Wolfgang (1948–2015), deutscher Mediziner und Strahlentherapeut
- Hinkelmann, Christoph (* 1957), deutscher Biologe, insbesondere Ornithologe und Naturschützer
- Hinkelmann, Frank (* 1967), deutscher evangelikaler Kirchen- und Missionshistoriker
- Hinkelmann, Karlheinz (1915–1986), deutscher Meteorologe
- Hinkelmann, Kim (* 2001), deutsche Handballspielerin
- Hinkelmann, Richard (1895–1943), deutscher Arbeiter und Widerstandskämpfer gegen den Nationalsozialismus
- Hinkelmann, Sabine (* 1960), deutsche Ruderin
- Hinken, Johann (* 1946), deutscher Ingenieur, Elektrotechniker, Hochschullehrer und Unternehmer
- Hinkes, Alan (* 1954), britischer Höhenbergsteiger
- Hinkka, Sami (* 1978), finnischer Bassist und Sänger
- Hinkle, Clarence (1880–1960), US-amerikanischer Maler und Kunstpädagoge
- Hinkle, Clarke (1909–1988), US-amerikanischer American-Football-Spieler
- Hinkle, Jackson (* 1999), US-amerikanischer Propagandist und Influencer
- Hinkle, James F. (1864–1951), US-amerikanischer Politiker
- Hinkle, Marin (* 1966), US-amerikanische SchauspielerinMarin Hinkle (* 1966)

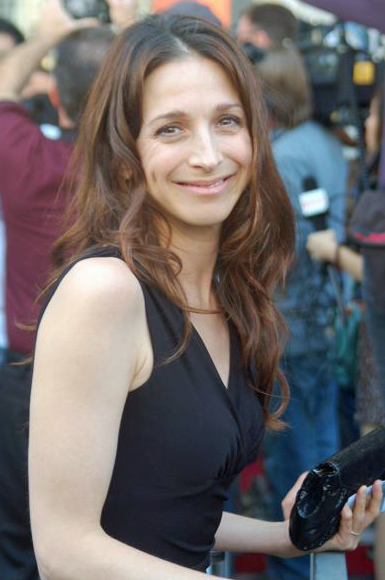
Marin Hinkle (* 1966)

- Hinkle, Phillip (* 1946), US-amerikanischer Politiker der Republikanischen Partei
- Hinkler, Bert (1892–1933), australischer Flugpionier und Testpilot
- Hinkler, Paul (* 1892), deutscher Politiker (NSDAP), MdR, Gauleiter
- Hinkley, Jed (* 1981), US-amerikanischer Nordischer Kombinierer
- Hinkmar von Laon († 879), französischer Geistlicher; Bischof von Laon (858–871)
- Hinkmar von Reims († 882), Erzbischof von Reims, Kirchenpolitiker, Historiker und Kirchenrechtler
- Hinko, Diana (* 1943), österreichische Eiskunstläuferin
- Hinko, Raimund (* 1951), deutscher Journalist
- Hinkson, Benjamin B. († 1877), US-amerikanischer Jurist und Politiker

### Hinl
- Hinlopen, Jacob Jacobszn (1644–1705), holländischer Patrizier und Politiker

### Hinm
- Hinman, Charles (* 1932), US-amerikanischer Maler des Minimalismus
- Hinman, Samuel Dutton (1839–1890), US-amerikanischer Pfarrer und Missionar der Episkopalkirche der Vereinigten Staaten von Amerika

### Hinn
- Hinn, Benny (* 1952), US-amerikanischer FernsehpredigerBenny Hinn (* 1952)

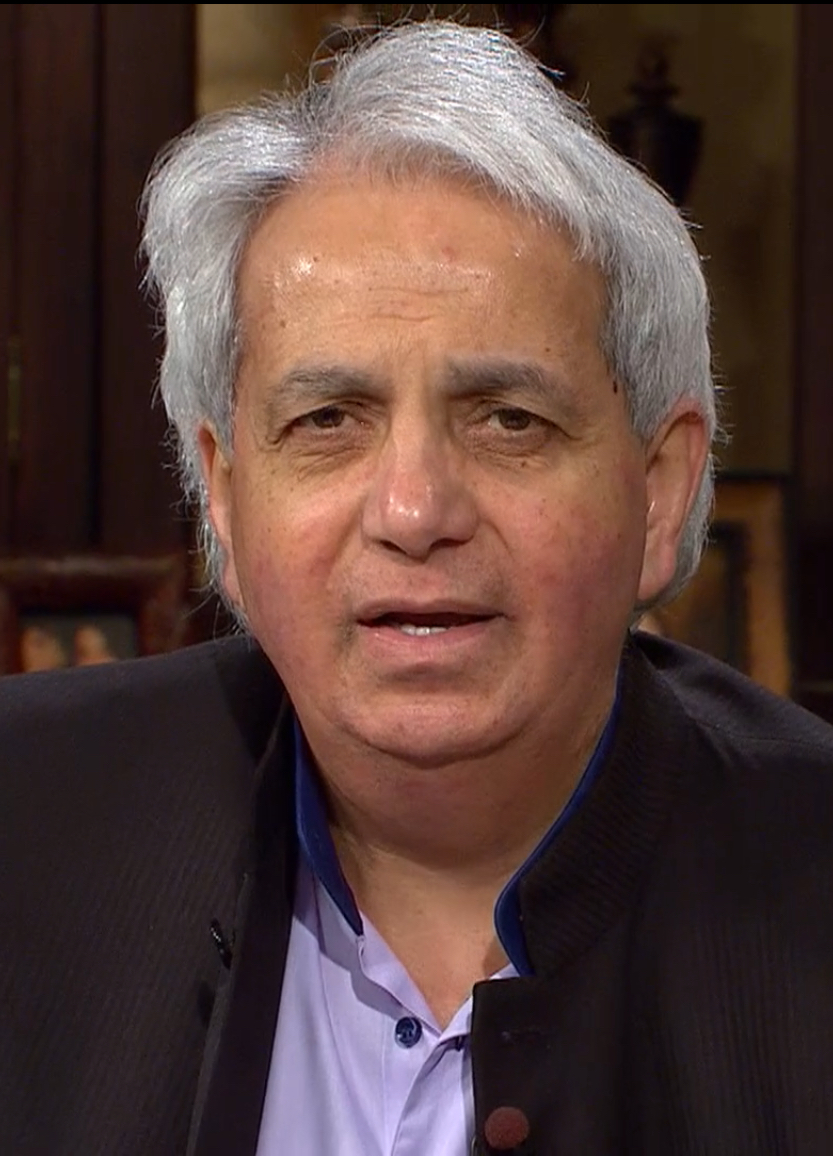
Benny Hinn (* 1952)

- Hinna, Johann (1655–1725), deutscher Theologe und Bruderschaftbegründer
- Hinnawi, Sami al- (1898–1950), Staatsstreich-Anführer und Kopf der Militärjunta
- Hinneberg, Paul (1862–1934), deutscher Historiker und Publizist
- Hinneburg, Lars (* 1965), deutscher Schwimmsportler
- Hinnekens, Olivier (* 1969), belgischer Politiker (Christen-Democratisch en Vlaams)
- Hinnemann, Gisela (* 1949), deutsche Pädagogin und Politikerin (CDU), MdL
- Hinnemann, Johann (* 1948), deutscher Reitmeister
- Hinnen, Peter (* 1941), Schweizer Jodler und Schlagersänger
- Hinnen, Roy (* 1966), Schweizer Triathlet
- Hinnendahl, Herbert (1914–1993), deutscher Oberbürgermeister von Bielefeld
- Hinnenkamp, Moritz (* 2002), deutscher Fußballspieler
- Hinnenkamp, Volker (* 1951), deutscher Soziolinguist und Hochschullehrer
- Hinnenthal, Günther (1903–1945), deutscher Geistlicher, Pfarrer der Bekennenden Kirche
- Hinner, Michael B., deutsch-US-amerikanischer Sprachsoziologe, Linguist und Hochschullehrer
- Hinner, Philipp Joseph (1755–1784), deutscher Komponist und Harfenist
- Hinners, Heinz (1912–1990), deutscher Amtsvorsteher und Politiker (SPD), MdBB
- Hinners, Wilhelm (* 1949), deutscher Politiker (CDU), MdBB

### Hino
- Hino, Ashihei (1907–1960), japanischer Schriftsteller
- Hino, Hideshi (* 1946), japanischer Manga-ZeichnerHideshi Hino (* 1946)

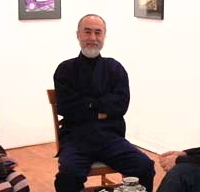
Hideshi Hino (* 1946)

- Hino, Keizō (1929–2002), japanischer Schriftsteller
- Hino, Kumazō (1878–1946), japanischer Luftfahrtpionier und Erfinder
- Hino, Masanori (* 1971), japanischer Mathematiker
- Hino, Matsuri, japanische Manga-Zeichnerin
- Hino, Motohiko (1946–1999), japanischer Jazzschlagzeuger
- Hino, Shota (* 2002), japanischer Fußballspieler
- Hino, Sōjō (1901–1956), japanischer Haiku-Dichter
- Hino, Suguru (* 1982), japanischer Fußballspieler
- Hino, Terumasa (* 1942), japanischer Jazztrompeter
- Hino, Tomiko (1440–1496), japanische Aristokratin
- Hino, Tomoki (* 1997), japanischer Fußballspieler
- Hinohara, Shigeaki (1911–2017), japanischer MedizinerHinohara Shigeaki (1911–2017)

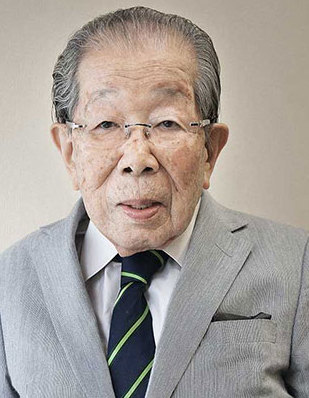
Hinohara Shigeaki (1911–2017)

- Hinoi, Yasutaka (* 1969), japanischer Autorennfahrer
- Hinojosa Berrones, Alfonso de Jesús (1924–2017), mexikanischer Geistlicher, römisch-katholischer Bischof von Ciudad Victoria
- Hinojosa Gómez, Jessica (* 1997), mexikanische Tennisspielerin
- Hinojosa, David, US-amerikanischer Filmproduzent
- Hinojosa, Gabriela de (1872–1936), katholische Ordensschwester und eine der „Sieben Märtyrerinnen von Madrid“
- Hinojosa, Rubén (* 1940), US-amerikanischer Politiker
- Hinojosa, Tish (* 1955), US-amerikanische Folk- und Country-Sängerin und Songwriterin
- Hinojosa, Tito (* 1997), bolivianischer Sprinter
- Hinokio, Koki (* 2001), japanischer Fußballspieler
- Hinostroza, Janet (* 1971), ecuadorianische Fernsehjournalistin
- Hinostroza, Vinnie (* 1994), US-amerikanischer Eishockeyspieler
- Hinote, Dan (* 1977), US-amerikanischer Eishockeyspieler und -trainer
- Hinoue, Itaru, japanische Künstlerin

### Hinr
- Hinrich, Hans (1903–1974), deutscher Schauspieler
- Hinrich, Kirk (* 1981), US-amerikanischer Basketballspieler
- Hinrich, Manfred (1926–2015), deutscher Kinderlieder- und Kinderbuchautor, Journalist und Aphoristiker
- Hinricher, Gemma (1932–1990), deutsche Unbeschuhte Karmelitin, Priorin
- Hinrichs, Aicke (* 1968), deutscher Mathematiker und Hochschullehrer
- Hinrichs, August (1879–1956), deutscher Schriftsteller
- Hinrichs, Bernhard (* 1819), Gutsbesitzer, Reichstagsabgeordneter
- Hinrichs, Carl (1900–1962), deutscher Archivar und Historiker
- Hinrichs, Carl (1903–1990), deutscher Maler
- Hinrichs, Carl (1907–1967), deutscher Schauspieler
- Hinrichs, Carla (* 1997), deutsche KlimaaktivistinCarla Hinrichs (* 1997)

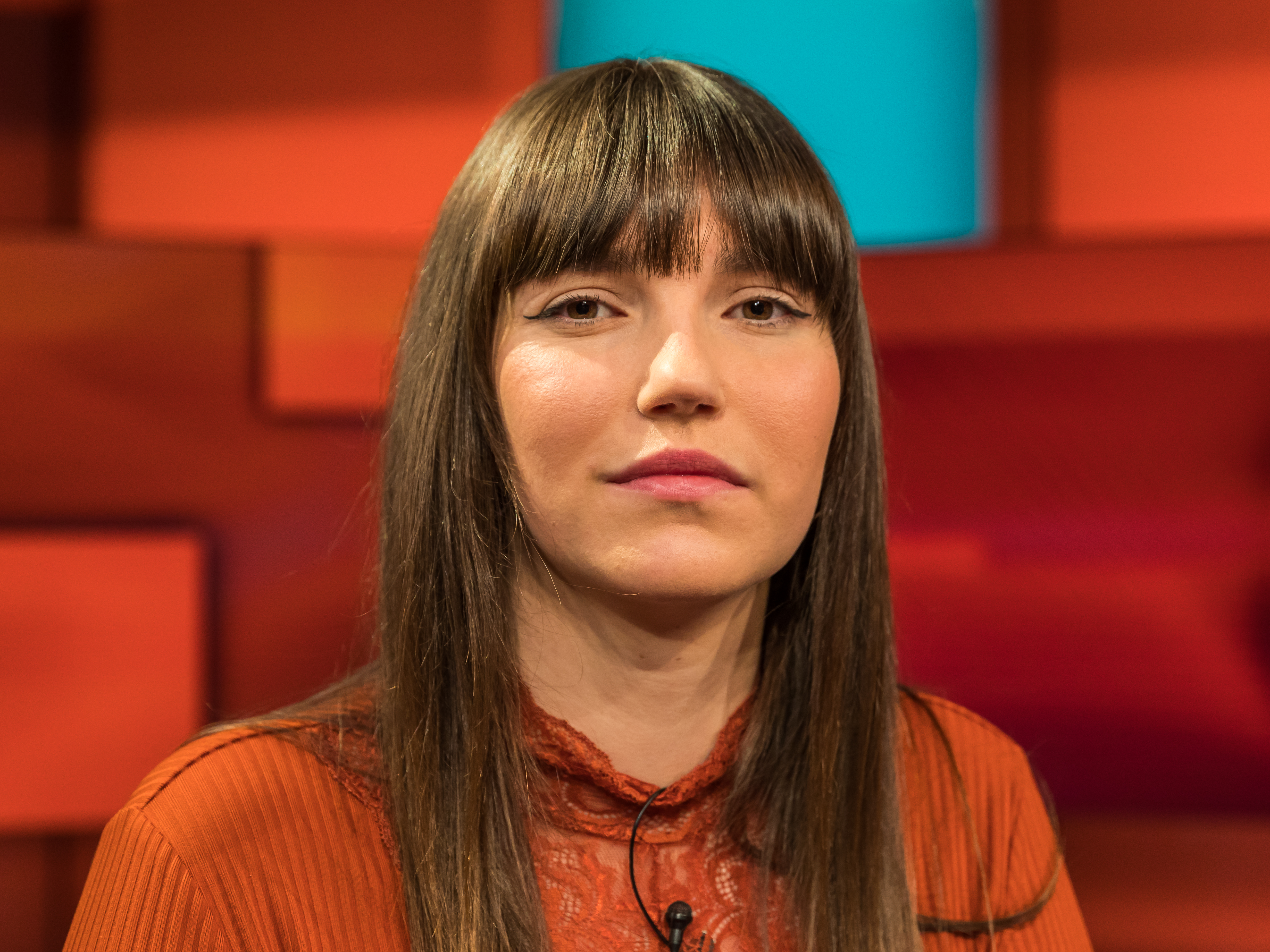
Carla Hinrichs (* 1997)

- Hinrichs, Denise (* 1987), deutsche Kugelstoßerin
- Hinrichs, Diedrich (1921–2007), deutscher Politiker (SPD), MdL
- Hinrichs, Dieter (* 1932), deutscher Fotograf
- Hinrichs, Erhard (* 1954), deutscher Sprachwissenschaftler und Hochschullehrer
- Hinrichs, Ernst (1937–2009), deutscher Historiker
- Hinrichs, Erwin (1904–1962), deutscher Maler
- Hinrichs, Fabian (* 1974), deutscher SchauspielerFabian Hinrichs (* 1974)

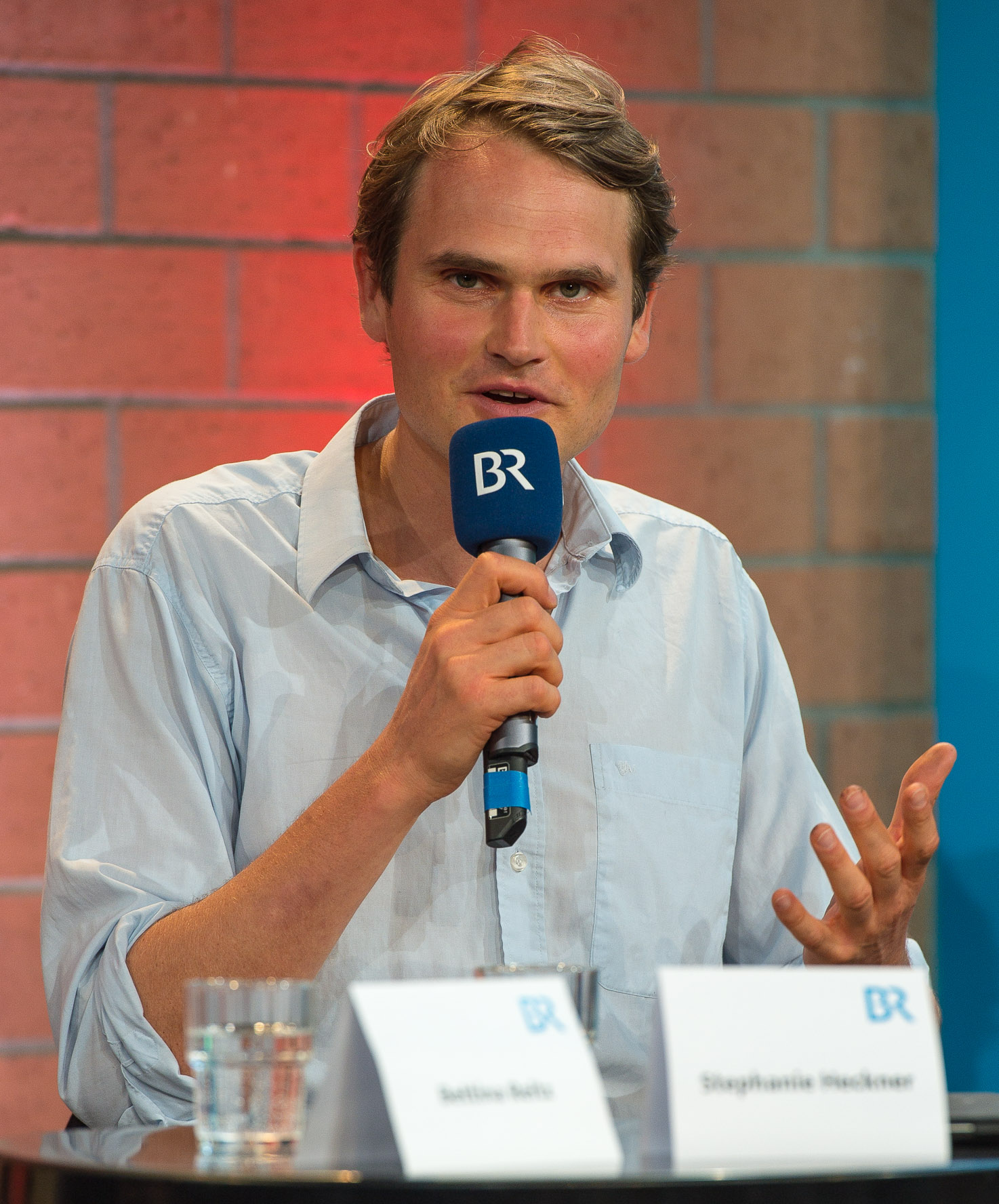
Fabian Hinrichs (* 1974)

- Hinrichs, Focke Tannen (1928–2010), deutscher Historiker
- Hinrichs, Gustavus Detlef (1836–1923), holsteinisch, US-amerikanischer Chemiker
- Hinrichs, Hans (1848–1912), deutscher Kommerzienrat und Verleger
- Hinrichs, Hans (1915–2004), deutscher General und Geheimdienstler
- Hinrichs, Hans-Jürgen (1933–2015), deutscher Handballspieler und Sportfunktionär
- Hinrichs, Heike, deutsche Handballtorhüterin
- Hinrichs, Heiner (1937–2021), deutscher Architekt und Bauingenieur
- Hinrichs, Hermann Friedrich Wilhelm († 1861), deutscher Philosoph und evangelischer Theologe
- Hinrichs, Johann (* 1934), deutscher Politiker (CDU), MdL
- Hinrichs, Johann Conrad (1763–1813), deutscher Buchhändler und Verleger
- Hinrichs, Johann Ludwig (1818–1901), deutscher baptistischer Theologe
- Hinrichs, Johann von (1752–1834), preußischer Generalleutnant
- Hinrichs, Jürgen (1927–2014), deutscher NDPD-Funktionär
- Hinrichs, Jürgen (1934–2023), deutscher Politiker und ehemaliger Landtagsabgeordneter (FDP)
- Hinrichs, Kai-Uwe (* 1963), deutscher Geochemiker
- Hinrichs, Lars (* 1976), deutscher Unternehmer und Gründer des Internet-Netzwerkes XING
- Hinrichs, Lothar (* 1947), deutscher Fußballspieler
- Hinrichs, Marie (1828–1891), deutsche Sängerin und Komponistin
- Hinrichs, Michael bar Ruben (1634–1710), jüdischer Kaufmann und Hoffaktor
- Hinrichs, Sascha von (* 1981), deutscher Schauspieler
- Hinrichs, Seth (* 1993), US-amerikanischer Basketballspieler
- Hinrichs, Stella (* 1991), deutsche SchauspielerinStella Hinrichs (* 1991)

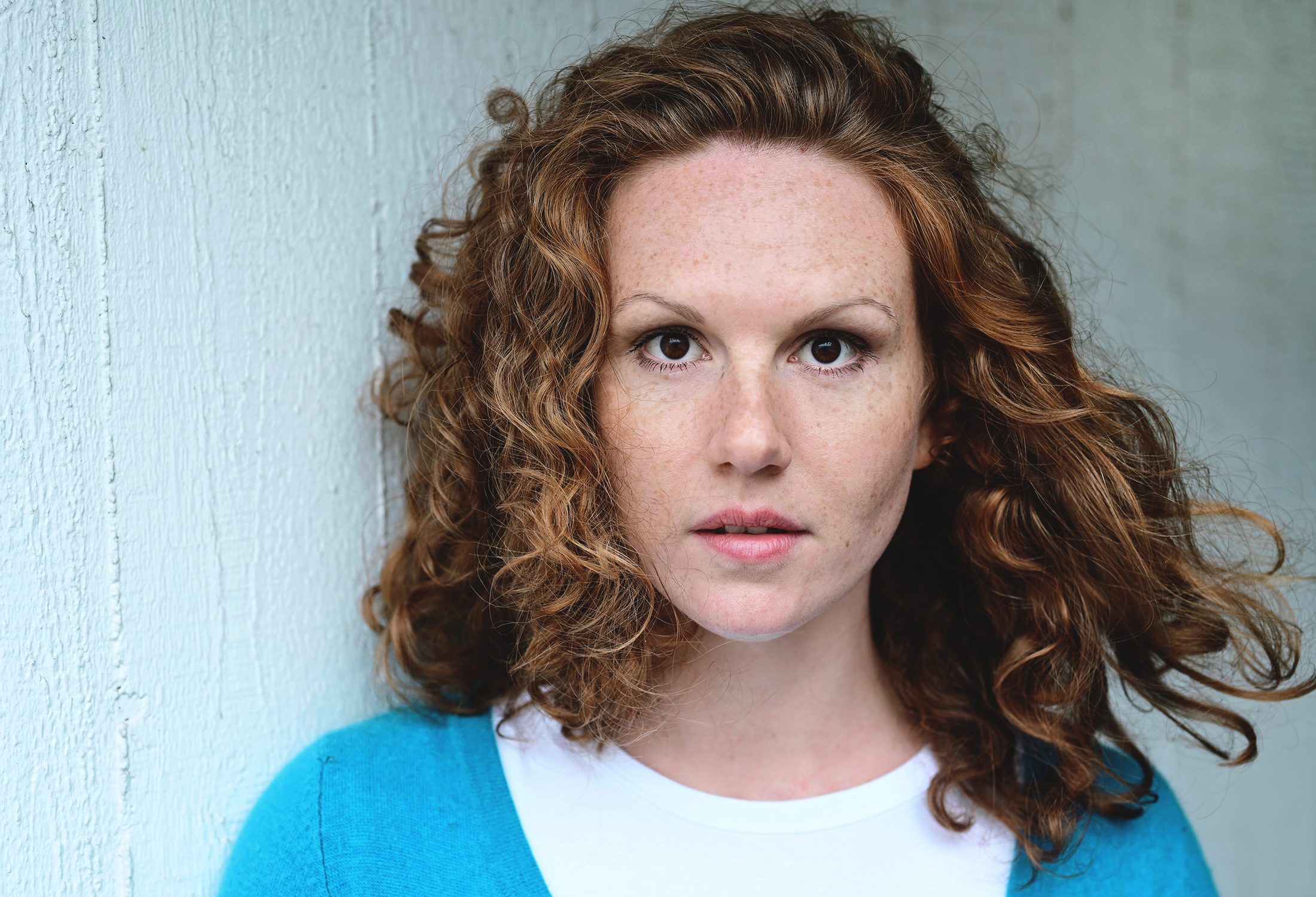
Stella Hinrichs (* 1991)

- Hinrichs, Teo (* 1999), deutscher Hockeyspieler
- Hinrichs, Theo (1862–1944), deutscher Fabrikbesitzer und Politiker
- Hinrichs, Thomas (* 1968), deutscher Journalist
- Hinrichs, Ulrike (* 1969), deutsche Journalistin
- Hinrichs, Ursula (* 1935), deutsche SchauspielerinUrsula Hinrichs (* 1935)

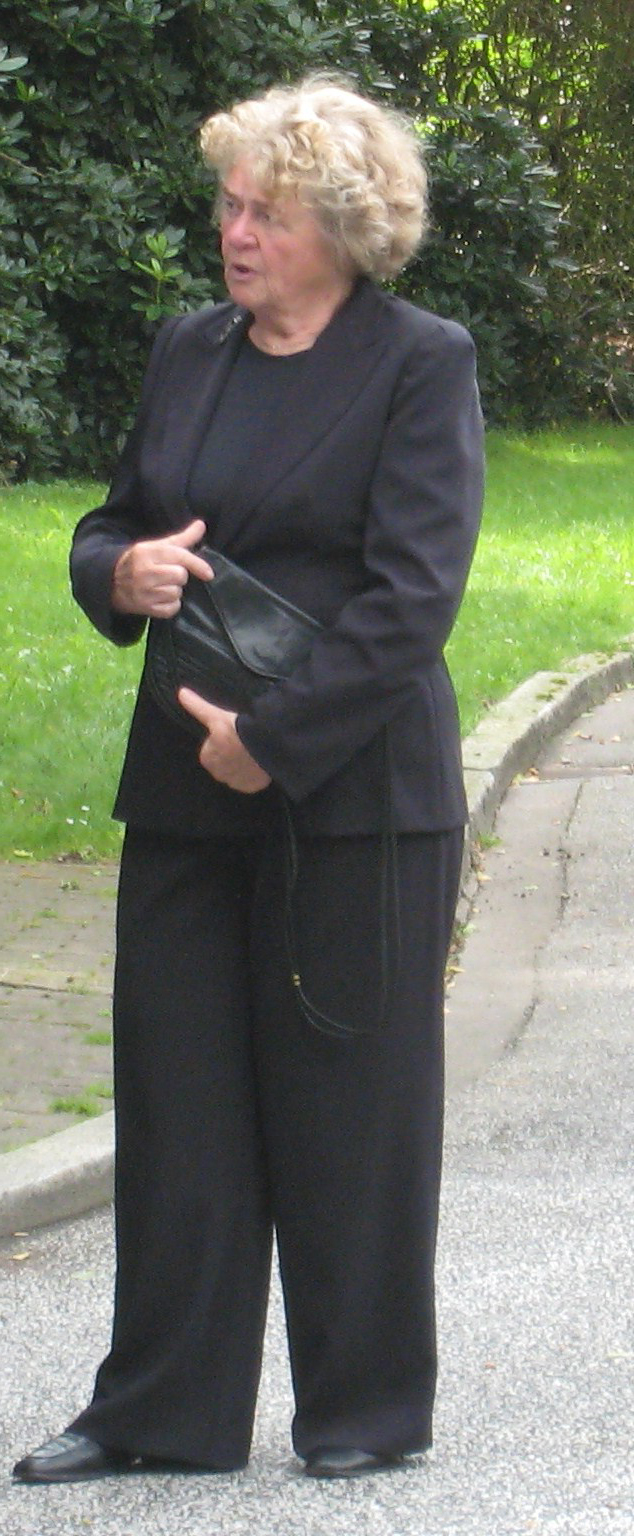
Ursula Hinrichs (* 1935)

- Hinrichs, Uwe (* 1949), deutscher Slawist und Linguist
- Hinrichs, Wilhelm (1940–2020), deutscher Sozialwissenschaftler
- Hinrichs, Wolfgang (1922–2010), deutscher Politiker (CDU), MdBB, MdB und Kaufmann
- Hinrichs, Wolfgang (1929–2024), deutscher Pädagoge
- Hinrichs-Henkensiefken, Gerhold (* 1955), deutscher Politiker (FDP), MdHB
- Hinrichsen, Adolf (* 1859), deutscher Schriftsteller
- Hinrichsen, Carsten (* 1968), deutscher Fußballspieler
- Hinrichsen, Diederich (* 1939), deutscher Mathematiker
- Hinrichsen, Friedrich Willy (1877–1914), deutscher Chemiker
- Hinrichsen, Hans Joachim (1909–1940), deutscher Jurist und Musikverleger
- Hinrichsen, Hans-Joachim (* 1952), deutscher Musikwissenschaftler
- Hinrichsen, Henri (1868–1942), deutscher Verleger
- Hinrichsen, Irene (1947–2012), deutsche Diplomatin
- Hinrichsen, Johannes (1884–1971), deutscher Kunsthändler
- Hinrichsen, Katharina (* 1988), deutsche Volleyball- und Beachvolleyballspielerin
- Hinrichsen, Klaus (1912–2004), deutsch-britischer Kunsthistoriker und Unternehmer
- Hinrichsen, Marcus Wolf (1829–1902), deutscher Kaufmann und Politiker, MdHB
- Hinrichsen, Matthias (* 1983), deutscher Handballspieler und -trainer
- Hinrichsen, Max (1901–1965), deutsch-britischer Musikverleger
- Hinrichsen, Robert (1863–1926), deutscher Rechtsanwalt und Notar
- Hinrichsen, Siegmund (1841–1902), deutscher Bankier und Politiker, MdHB
- Hinrichsen, Silke (1957–2012), deutsche Politikerin (SSW), MdL
- Hinrichsen, Torkild (* 1948), deutscher Kunsthistoriker und ehemaliger Direktor des Altonaer Museums
- Hinrichsen, Volker (* 1954), deutscher Ingenieur, Professor für Elektrotechnik
- Hinrichsen, Walter (1907–1969), deutsch-amerikanischer Musikverleger
- Hinrichsen, William H. (1850–1907), US-amerikanischer Politiker
- Hinricksen, Nis († 1554), Hardesvogt
- Hinrikus, Kadri (* 1970), estnische Journalistin und Kinderbuchautorin
- Hinrikus, Rutt (1946–2023), estnische Literaturwissenschaftlerin und Kritikerin

### Hins
- Hinsberg, Johann Georg (1862–1934), reformierter Theologe; Regionalhistoriker
- Hinsberg, Johann Norbert (* 1856), Landtagsabgeordneter
- Hinsberg, Katharina (* 1967), deutsche Künstlerin und Hochschullehrerin
- Hinsberg, Oscar (1857–1939), deutscher Chemiker und Hochschullehrer
- Hinsberg, Veronike (* 1968), deutsche bildende Künstlerin und Bildhauerin
- Hinsberger, Rudolf (1943–2021), deutscher Kommunalpolitiker (SPD)
- Hinsberger, Vicky (* 1985), deutsche Fußballspielerin
- Hinsburh, Olha (* 1953), ukrainische Archivarin und Abgeordnete
- Hinsch, Christian (1955–2021), deutscher Versicherungsmanager, Unternehmer und Verbandsfunktionär
- Hinsch, Ferdinand (1818–1887), deutscher Weinhändler
- Hinsch, Heinrich (1650–1712), deutscher Jurist und Librettist
- Hinsch, Karl (1880–1971), deutscher Kapitän zur See der Kriegsmarine
- Hinsch, Kurt (* 1920), deutscher Fußballspieler
- Hinsch, Walter (1895–1968), deutscher Architekt
- Hinsch, Wilfried (* 1956), deutscher Philosoph
- Hinschberger, Horst (* 1950), deutscher Politiker (FDP), MdL und Fußballfunktionär
- Hinschberger, Philippe (* 1959), französischer Fußballspieler und -trainer
- Hinsche, Billy (1951–2021), US-amerikanischer Musiker
- Hinsche, Max (1896–1939), deutscher Präparator, Dermoplastiker, Großwildjäger, Trapper, Naturwissenschaftler und Schriftsteller
- Hinsche, Nikolaus Daniel (1771–1848), deutscher Bürgermeister und Schriftsteller
- Hinsche, Wilhelm (1914–1998), deutscher Politiker (SPD), MdL
- Hinsching, Jochen (* 1938), deutscher Sportwissenschaftler, Hochschullehrer
- Hinsching, Meriel (* 1993), deutsche Filmschauspielerin
- Hinschius, Paul (1835–1898), deutscher Jurist, Rechtshistoriker und Politiker, MdRPaul Hinschius (1835–1898)

Paul Hinschius (1835–1898)

- Hinsdale, Ray (1906–1955), US-amerikanischer Filmtechniker
- Hinse, Ludger (* 1948), deutscher Sozialarbeiter, Gewerkschaftsfunktionär und Künstler
- Hinse, Ulrich (* 1947), deutscher Kriminaldirektor und Autor
- Hinselmann, Hans (1884–1959), deutscher Gynäkologe
- Hinsenkamp, Heinrich (1862–1934), österreichischer Rechtsanwalt und Politiker, Landtagsabgeordneter und letzter Bürgermeister von Urfahr
- Hinsenkamp, Johannes (1870–1949), Stadtdechant der Bonner Münsterpfarre
- Hinsey, Ellen (* 1960), US-amerikanische Schriftstellerin
- Hinshaw, Andrew J. (1923–2016), US-amerikanischer Politiker
- Hinshaw, Ashley (* 1988), US-amerikanische Schauspielerin und ModelAshley Hinshaw (* 1988)

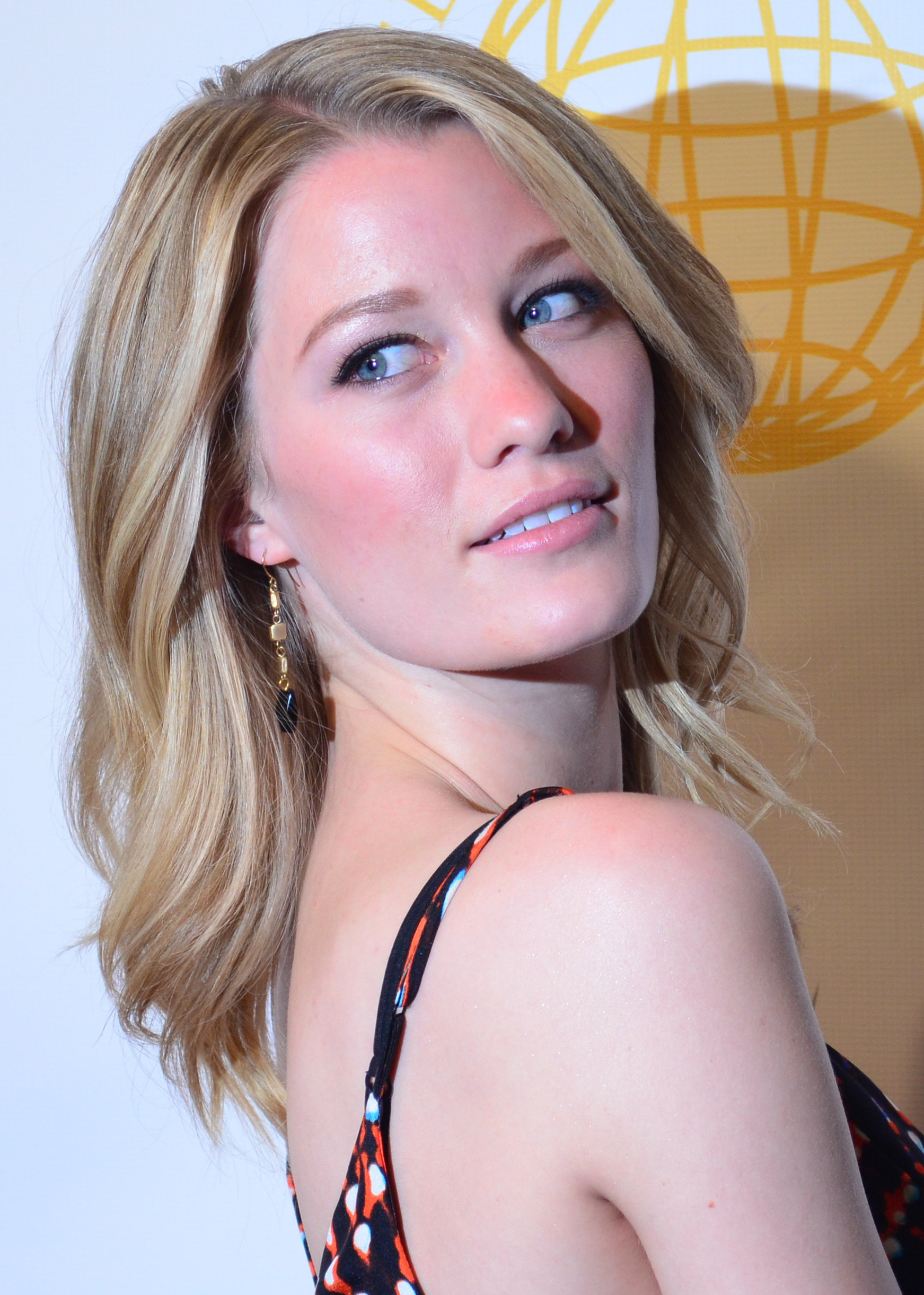
Ashley Hinshaw (* 1988)

- Hinshaw, Edmund H. (1860–1932), US-amerikanischer Politiker
- Hinshaw, Gary, US-amerikanischer Astrophysiker
- Hinshaw, John Carl (1894–1956), US-amerikanischer Politiker
- Hinshelwood, Cyril Norman (1897–1967), britischer Chemiker und Nobelpreisträger
- Hinshelwood, Jack (* 2005), englischer Fußballspieler
- Hinske, Norbert (* 1931), deutscher Philosophiehistoriker und Kant-Spezialist
- Hinsken, Ernst (1943–2020), deutscher Politiker (CSU), MdB
- Hinsley, Arthur (1865–1943), britischer Kardinal der römisch-katholischen Kirche und Erzbischof von Westminster
- Hinsley, Harry (1918–1998), englischer Historiker und Kryptoanalytiker
- Hinsmann, Friedrich (* 1876), deutscher Journalist und Schriftsteller
- Hinson, Aiden (* 2003), australischer Dreispringer
- Hinson, Ashley (* 1983), US-amerikanische Politikerin der Republikanischen Partei
- Hinson, Darnell (* 1980), US-amerikanischer Basketballspieler
- Hinson, Jon (1942–1995), US-amerikanischer Politiker
- Hinson, Jordan (* 1991), US-amerikanische SchauspielerinJordan Hinson (* 1991)

Jordan Hinson (* 1991)

- Hinstin, Lili (* 1977), französische Kulturmanagerin
- Hinstorff, Carl (1811–1882), deutscher Buchhändler und Verleger
- Hinsz, Albertus Antonius (1704–1785), Orgelbauer

### Hint
- Hint, Aadu (1910–1989), estnischer Schriftsteller
- Hinte, Wolfgang (* 1952), deutscher Sozialarbeitswissenschaftler
- Hintelmann, Dieter (* 1948), deutscher Offizier
- Hinter, Albert (1876–1957), Schweizer Maler, Glasmaler, Heraldiker und Gemälderestaurator
- Hinter, Jan (* 1952), deutscher Drehbuchautor, Filmproduzent und Schauspieler
- Hinterauer, Heinz (* 1900), österreichischer Alpinist und Nordischer Skisportler
- Hinterauer, Werner (1917–2013), österreichischer Verfassungs- und Verwaltungsjurist, Richter am Verfassungsgerichtshof
- Hinterberger, Bernhard (* 1982), deutscher Wakeboarder
- Hinterberger, Ernst (1931–2012), österreichischer Schriftsteller und Drehbuchautor
- Hinterberger, Florian (* 1958), deutscher Fußballspieler
- Hinterberger, Kevin (* 1993), österreichischer Fußballspieler
- Hinterberger, Marcus (* 2000), österreichischer Musiker und Satiriker
- Hinterberger, Marlene, deutsche Organistin und Hochschullehrerin
- Hinterberger, Monika (1962–2018), österreichische Künstlerin
- Hinterberger, Norbert W. (* 1949), österreichischer Künstler
- Hinterding, Ewald (1946–2014), deutscher Koch und Kochbuchautor
- Hinterdorfer, Peter (* 1963), österreichischer Physiker, Universitätsprofessor am Institut für Biophysik an der JKU Linz
- Hinterdorfer, Rudolf (* 1947), österreichischer Komponist
- Hinterecker, Claudia Helene (* 1986), deutsche Schauspielerin
- Hinteregger, Gerald (1928–2013), österreichischer Diplomat
- Hinteregger, Gotthard (* 1967), österreichischer Boxer
- Hinteregger, Ludwig (1892–1973), österreichischer Politiker (CSP), Landtagsabgeordneter zum Vorarlberger Landtag
- Hinteregger, Martin (* 1992), österreichischer FußballspielerMartin Hinteregger (* 1992)

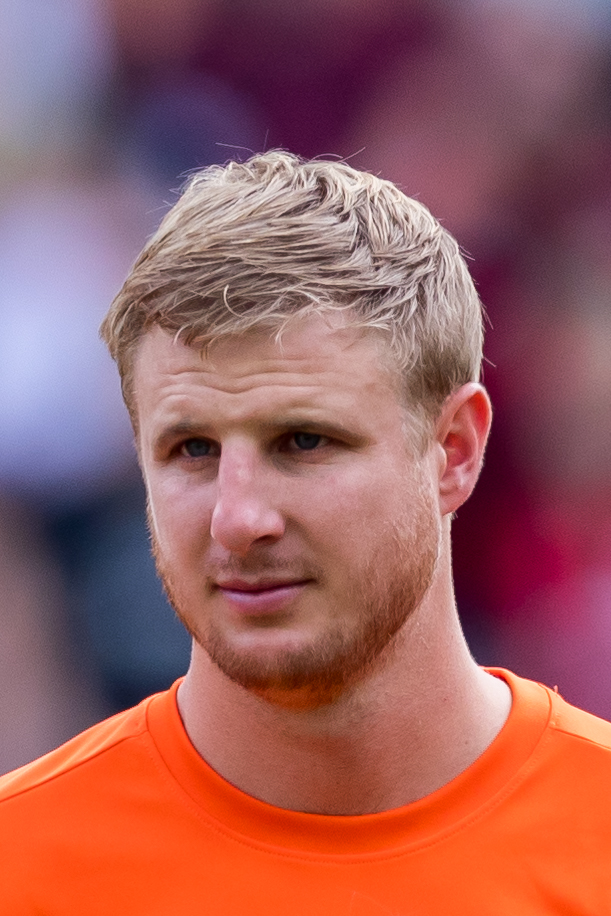
Martin Hinteregger (* 1992)

- Hinteregger, Sina (* 1996), österreichische Triathletin
- Hinterhäuser, Hans (1919–2005), deutscher Romanist
- Hinterhäuser, Markus (* 1958), österreichischer Pianist und KulturmanagerMarkus Hinterhäuser (* 1958)

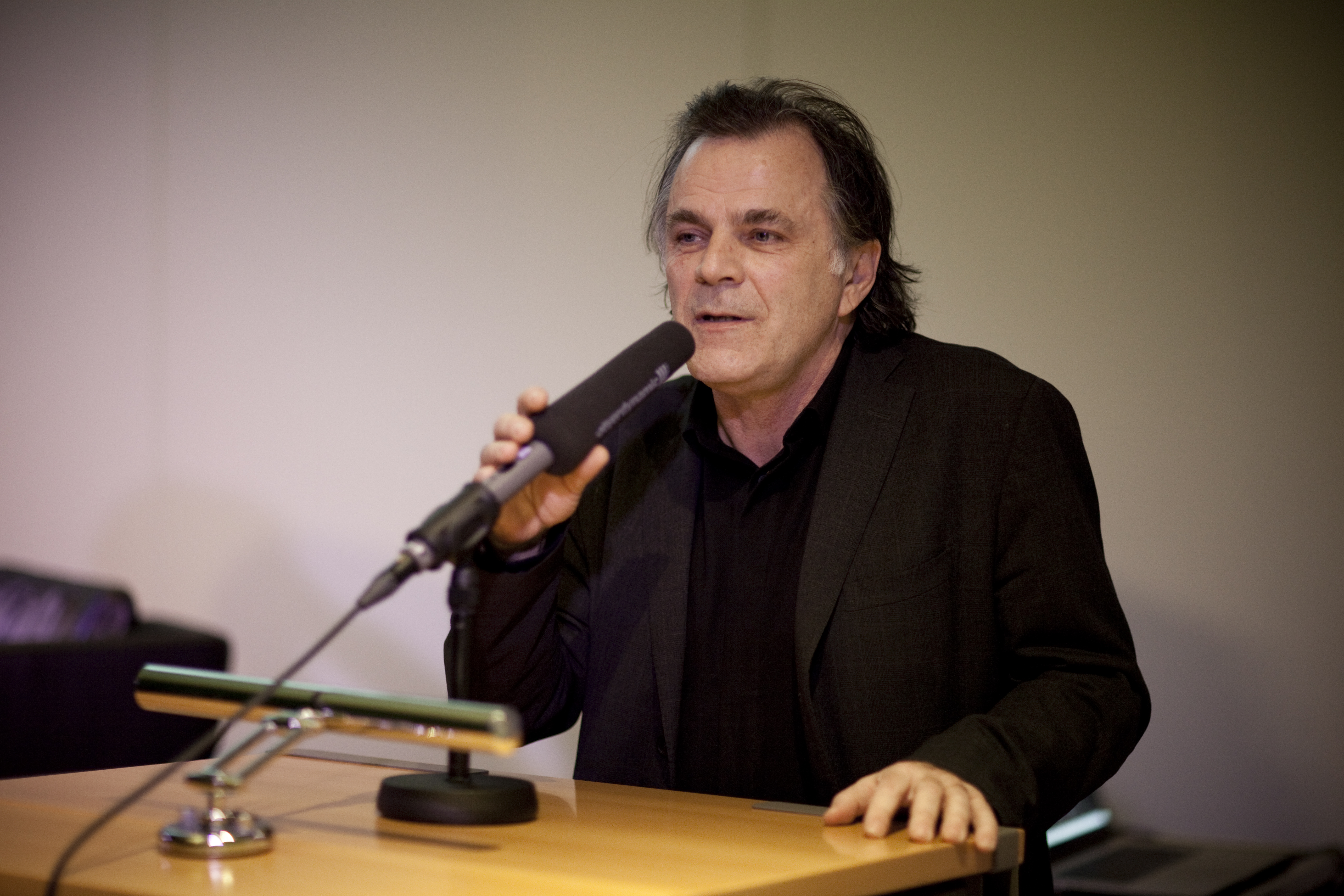
Markus Hinterhäuser (* 1958)

- Hinterhofer, Grete (1899–1985), österreichische Pianistin, Musikpädagogin und Komponistin
- Hinterhöller, Roman (1912–1989), österreichischer Benediktinermönch, Abt von Michaelbeuern
- Hinterholzer, Andreas (1875–1956), österreichischer Bildhauer
- Hinterholzer, Franz (1851–1928), österreichischer Landschaftsmaler
- Hinterholzer, Hans (* 1923), österreichischer Skirennläufer
- Hinterholzer, Michaela (* 1959), österreichische Politikerin (ÖVP), Landtagsabgeordnete
- Hinterhölzl, Johann Baptist (1698–1750), österreichischer Zisterzienserabt
- Hinterhölzl, Johann Baptist (1732–1801), österreichischer Zisterzienserabt
- Hinterhuber, Christoph (* 1969), österreichischer Künstler
- Hinterhuber, Christopher (* 1973), österreichischer Pianist
- Hinterhuber, Hans H. (* 1938), österreichischer Wirtschaftswissenschaftler
- Hinterhuber, Hartmann (* 1942), italienisch-österreichischer Psychiater und Hochschullehrer
- Hinterhuber, Hermann (1838–1918), österreichischer Ingenieur und Politiker
- Hinterhuber, Otto (1839–1929), österreichischer Oberbergrat und Bergwerksdirektor
- Hinterkausen, Siegfried (1938–2025), deutscher Schriftsteller
- Hinterkeuser, Ralph (* 1959), deutscher Künstler
- Hinterkeuser, Wendelin (1851–1921), deutscher Franziskaner und Architekt
- Hinterleithner, Ferdinand Ignaz († 1710), österreichischer Komponist und Lautenist des Barocks
- Hinterleithner, Herbert (1916–1942), österreichischer Dichter aus dem Kreis der katholischen Jugendbewegung Bund Neuland
- Hinterleithner, Ignaz (1898–1973), österreichischer Schriftsteller, Pädagoge und Politiker
- Hinterleithner, Joseph (1946–2010), österreichischer Keramiker
- Hinterleitner, Helfried (* 1948), österreichischer Autor, Mundartdichter und Heimatforscher
- Hinterleitner, Julian (* 2005), österreichischer Fußballspieler
- Hinterleitner, Oskar (1891–1978), österreichischer Wirtschaftsfunktionär und NSDAP-Gauwirtschaftsberater
- Hinterleitner, Robert (* 1970), österreichischer Künstler, Kurator und Pädagoge
- Hinterleitner, Rudolf (* 1946), österreichischer Journalist, Medienmacher und Zeitungsherausgeber
- Hintermaier, Christa (* 1946), deutsche Skirennläuferin
- Hintermaier, Reinhold (* 1956), österreichischer Fußballspieler und -trainer
- Hintermair, Manfred (* 1953), deutscher Psychologe im Bereich der Hörgeschädigtenpädagogik
- Hintermann, Carlo (1923–1988), italienischer Schauspieler
- Hintermann, Mirjam (* 1990), Schweizer Unihockeyspielerin
- Hintermann, Niels (* 1995), Schweizer Skirennläufer
- Hintermayer, Franz (1906–2000), österreichischer Manager der Energiewirtschaft
- Hintermayer, Fritz (1911–1946), deutscher Mediziner und SS-ObersturmbannführerFritz Hintermayer (1911–1946)

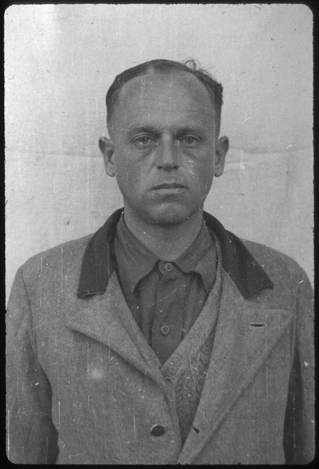
Fritz Hintermayer (1911–1946)

- Hintermayer, Josef (1931–1992), österreichischer Landwirt und Politiker (FPÖ), Landtagsabgeordneter, Abgeordneter zum Nationalrat
- Hintermayr, Fritz (1896–1964), deutscher Industrieller
- Hintermayr, Max (1893–1986), deutscher Industrieller
- Hintermeier, Hannes (* 1961), deutscher Journalist und Literaturkritiker
- Hintermeier, Margareta (* 1954), österreichische Opernsängerin (Mezzosopran)
- Hintermeier, Volker (* 1968), deutscher Bühnenbildner
- Hintermeister, Hermann (1838–1901), Schweizer Unternehmer
- Hintermeyer, Hellmut (1918–2017), deutscher Seefahrtshistoriker
- Hintermüller, Michael (* 1970), österreichischer Mathematiker und Hochschullehrer
- Hintermüller, Robert (* 1937), Schweizer Radsportler
- Hinterndorfer, Fritz (1898–1962), österreichischer Angestellter und Politiker (CS, ÖVP), Abgeordneter zum Nationalrat, Mitglied des Bundesrates
- Hinterndorfer, Timo (* 2004), österreichischer Langstreckenläufer
- Hinterreiter, Hans (1902–1989), Schweizer Maler und Kunsttheoretiker
- Hinterreiter, Peter (* 1950), österreichischer Motocross- und Rallyefahrer
- Hintersberger, Benedikta (* 1941), deutsche römisch-katholische Moraltheologin, Pädagogin und Ordensfrau
- Hintersberger, Johannes (* 1953), deutscher Politiker (CSU), MdL
- Hinterschweiger, Ludwig (1863–1930), österreichischer Großindustrieller
- Hinterseer, Ernst (* 1932), österreichischer Skirennläufer und Alpinskitrainer
- Hinterseer, Guido (* 1964), österreichischer Skirennläufer
- Hinterseer, Hansi (* 1954), österreichischer Schlagersänger, Schauspieler, Moderator und SkirennläuferHansi Hinterseer (* 1954)

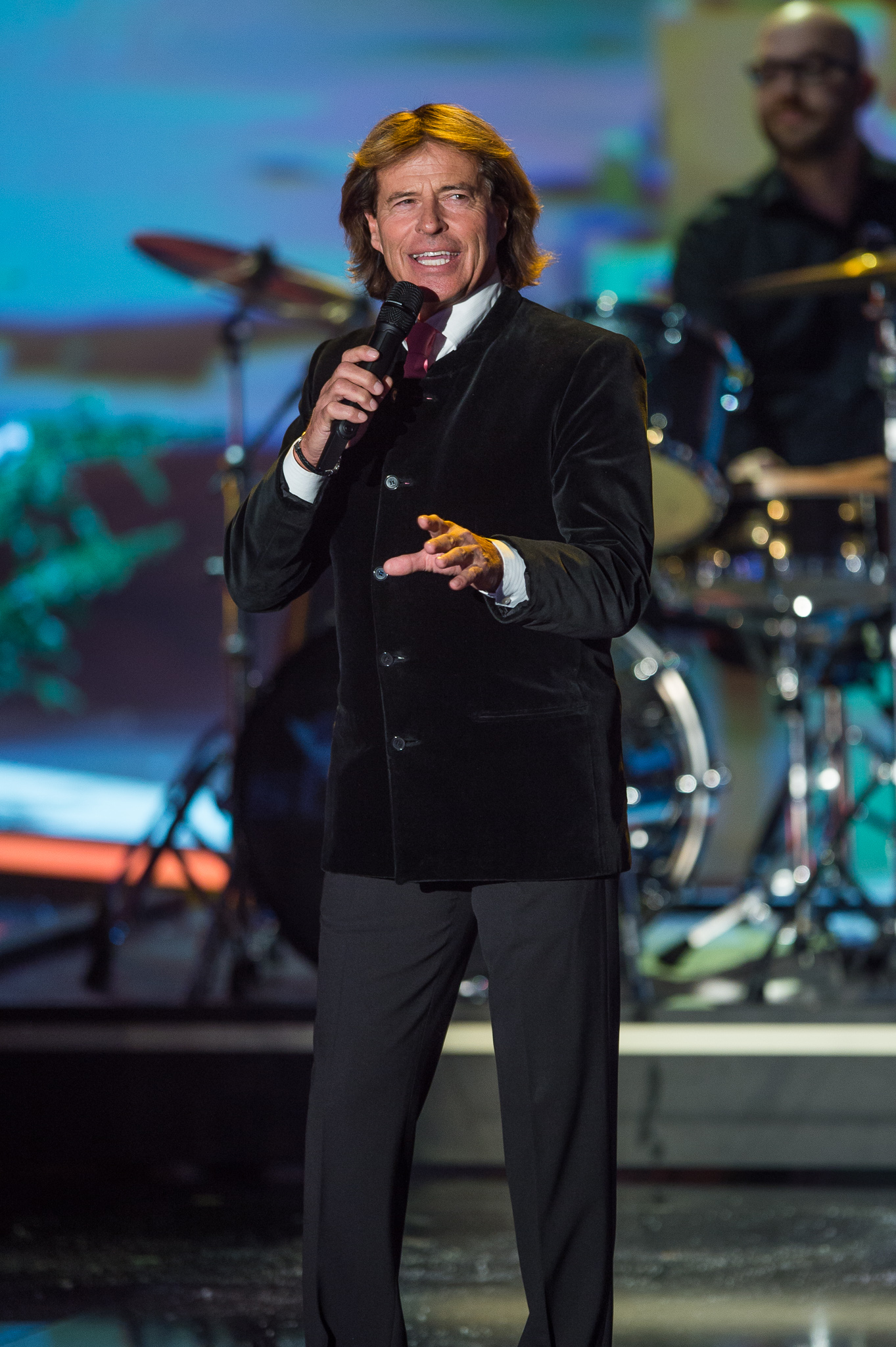
Hansi Hinterseer (* 1954)

- Hinterseer, Lukas (* 1991), österreichischer Fußballspieler
- Hinterseh, Sven (* 1972), deutscher Verwaltungsjurist und Kommunalpolitiker (CDU), Landrat des Schwarzwald-Baar-Kreises
- Hinterseher, Josef (1878–1955), deutscher Bildhauer
- Hintersteiner, Norbert (* 1963), österreichischer römisch-katholischer Theologe
- Hinterstocker, Benjamin (* 1979), deutscher Eishockeyspieler und -trainer
- Hinterstocker, Hermann (* 1956), deutscher Eishockeyspieler
- Hinterstocker, Ludwig (1931–2020), deutscher Fußballspieler
- Hinterstocker, Martin (* 1954), deutscher Eishockeyspieler und -trainer
- Hinterstocker, Martin (* 1989), deutscher Eishockeyspieler
- Hinterstocker, Martin junior (* 1983), deutscher Eishockeyspieler
- Hinterstoißer, Andreas (1914–1936), deutscher Bergsteiger
- Hinterstoisser, Franz (1863–1933), österreichischer Luftfahrtpionier
- Hinterstoisser, Hermann Joseph (1861–1932), österreichischer Mediziner
- Hinterwälder, Georg (1904–1944), deutscher Bürgermeister, Landrat des Kreises Gelnhausen und Funktionär der NSDAP
- Hinterwaldner, Inge (* 1976), österreichisch-italienische Kunsthistorikerin und Hochschullehrerin
- Hinterwaldner, Johann Max (1844–1912), österreichischer Pädagoge
- Hinterwinkler, Georg (1857–1915), deutscher Geistlicher und Politiker (Zentrum), MdR
- Ḫinti, hethitische Großkönigin
- Hinti, Saad (* 2002), marokkanischer Hürdenläufer
- Hintikka, Jaakko (1929–2015), finnischer Philosoph
- Hintikka, Kaisamari (* 1967), finnische Theologin und Bischöfin
- Hintmann, Friedrich (1858–1941), deutscher Lehrer und Schriftsteller
- Hintner, Cornelius (1875–1922), österreichischer Filmregisseur
- Hintner, Hans Stefan (* 1964), österreichischer Journalist und Politiker (ÖVP), Landtagsabgeordneter
- Hintner, Herbert (* 1957), italienischer Koch (Südtirol)
- Hintner, Hildegard († 2017), österreichische Tischtennisspielerin
- Hintner, Johann (1834–1892), Tiroler Maler
- Hintner, Otto (1900–1977), deutscher Wirtschaftswissenschaftler und Hochschullehrer
- Hinton, Alan (* 1942), englischer Fußballspieler und Trainer
- Hinton, Charles Howard (1853–1907), britischer Mathematiker, Autor früher Science Fiction und Exzentriker
- Hinton, Chris (* 1961), US-amerikanischer American-Football-Spieler
- Hinton, Christopher (* 1952), kanadischer Regisseur Drehbuchautor und Animator
- Hinton, Christopher, Baron Hinton of Bankside (1901–1983), britischer Ingenieur
- Hinton, Darby (* 1957), US-amerikanischer Schauspieler, Filmproduzent und Synchronsprecher
- Hinton, Eddie (1944–1995), US-amerikanischer Songwriter und Sessionmusiker
- Hinton, Gary (* 1956), US-amerikanischer Boxer im Halbweltergewicht
- Hinton, Geoffrey (* 1947), britisch-kanadischer Informatiker und Kognitionspsychologe, NobelpreisträgerGeoffrey Hinton (* 1947)

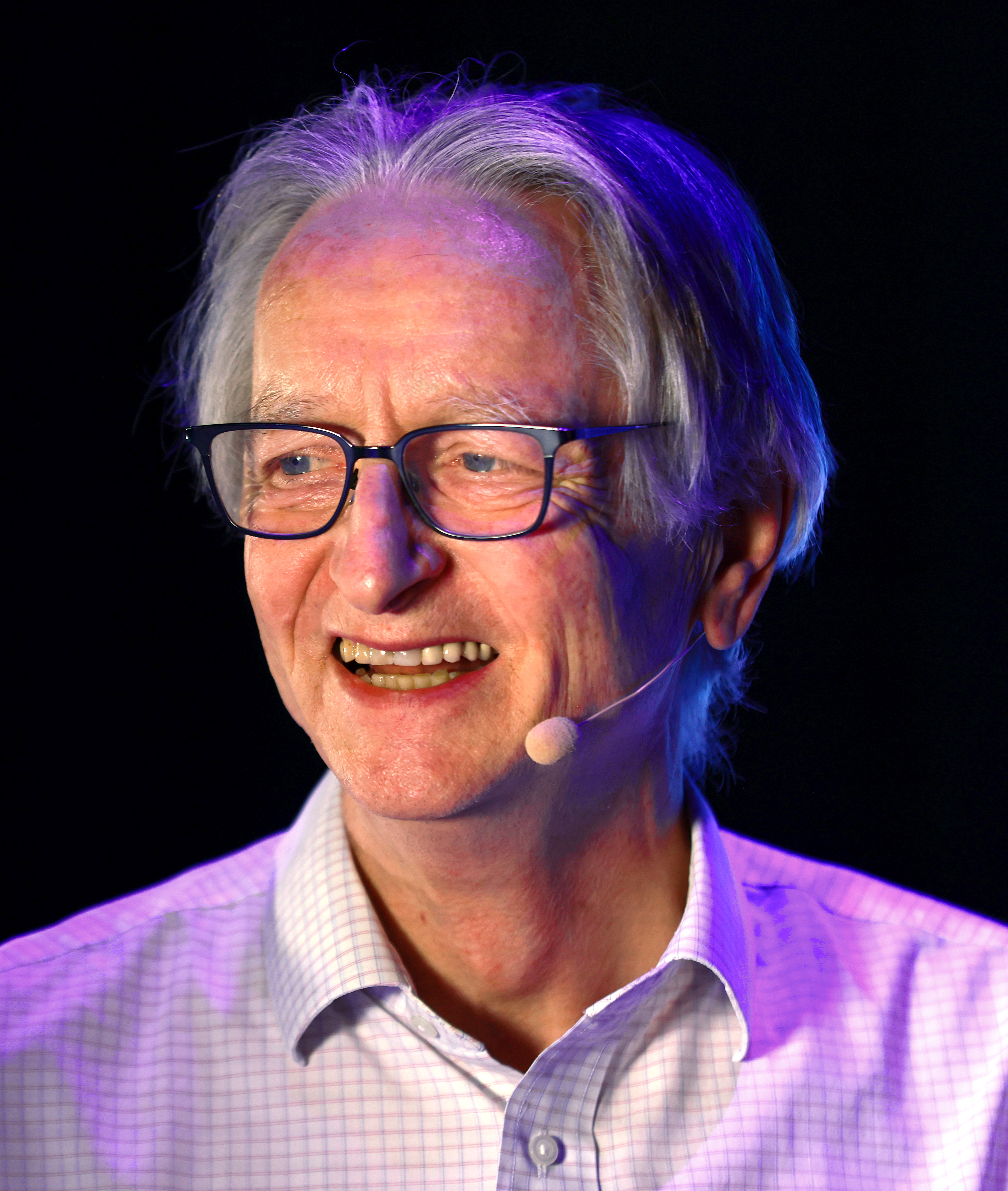
Geoffrey Hinton (* 1947)

- Hinton, Jerrika (* 1981), US-amerikanische Schauspielerin
- Hinton, Joan (1921–2010), US-amerikanische Kernphysikerin
- Hinton, Joe (1929–1968), US-amerikanischer Soul- und Rhythm-and-Blues-Sänger
- Hinton, Margery (1915–1996), britische Schwimmerin
- Hinton, Martin (1883–1961), britischer Zoologe und Geologe
- Hinton, Marvin (* 1940), englischer Fußballspieler
- Hinton, Milton (1910–2000), US-amerikanischer Jazz-Musiker
- Hinton, Susan E. (* 1948), US-amerikanische Schriftstellerin
- Hinton, William H. (1919–2004), US-amerikanischer Agrarwissenschaftler und Sachbuchautor zur chinesischen Revolution
- Hinträger, Moritz (1831–1909), österreichischer Architekt
- Hintrager, Oskar (1871–1960), deutscher Verwaltungsjurist
- Hintrager, Richard (1832–1897), deutscher Jurist und Politiker, MdR
- Hintringer, Isidor Hermengild (1905–1990), österreichischer Ordensgeistlicher
- Hintschich, Gerhard (1924–1986), deutscher Maler und Grafiker
- Hintschig, Alfred (1919–1989), österreichischer Politiker (SPÖ), Landtagsabgeordneter, Mitglied des Bundesrates
- Hintum, Bart van (* 1987), niederländischer Fußballspieler
- Hintum, Marc van (* 1967), niederländischer Fußballspieler
- Hintum, Saskia van (* 1970), niederländische Volleyballspielerin und -trainerin
- Hintz, Bertha (1876–1967), deutsche Malerin und Töpferin
- Hintz, Eduard Friedrich Wilhelm (1807–1874), deutscher Theaterschauspieler
- Hintz, Ernst (1854–1934), deutscher Chemiker
- Hintz, Eugen (1868–1932), deutscher Ingenieur, Entomologe und Forschungsreisender
- Hintz, Ewaldt (1613–1668), deutscher Organist und Komponist
- Hintz, Johann Ernst (1845–1920), siebenbürgischer Politiker
- Hintz, Johannes (1898–1944), deutscher Generalleutnant im Zweiten Weltkrieg
- Hintz, Julius († 1861), deutscher Landschafts- und Marinemaler
- Hintz, Lotar (1908–1982), deutscher Orgelbauer
- Hintz, Marcin (* 1968), lutherischer Theologe und Bischof der Diözese Pommern-Großpolen
- Hintz, Roope (* 1996), finnischer Eishockeyspieler
- Hintz, Werner E. (1907–1985), deutscher Schriftsteller, Hörspiel- und Drehbuchautor
- Hintz-Fabricius, Fritz (1891–1968), österreichisch-deutscher Sänger, Schauspieler und Theaterregisseur
- Hintze Ribeiro, Ernesto Rodolfo (1849–1907), portugiesischer Politiker
- Hintze, Almut (* 1957), deutsche Religionswissenschaftlerin, Sprachwissenschaftlerin
- Hintze, Carl (1851–1916), deutscher Mineraloge und Kristallograph
- Hintze, Christian Ide (1953–2012), österreichischer Künstler
- Hintze, Dagrun (* 1971), deutsche Autorin
- Hintze, Ernst (1893–1965), deutscher Chordirektor und Kapellmeister
- Hintze, Erwin (1876–1931), deutscher Kunsthistoriker
- Hintze, Fritz (1901–1943), deutscher Seeoffizier der Kriegsmarine
- Hintze, Fritz (1915–1993), deutscher Ägyptologe und Sudanarchäologe
- Hintze, Hedwig (1884–1942), deutsche Neuzeithistorikerin
- Hintze, Hermann (1636–1711), deutscher Kaufmann und Ratsherr der Hansestadt Lübeck
- Hintze, Jacob (1622–1702), deutscher Kirchenmusiker
- Hintze, Johann Heinrich (1800–1861), deutscher Maler
- Hintze, Johannes (* 1999), deutscher Schwimmer
- Hintze, Kurt (1901–1944), deutscher Politiker (NSDAP), MdR, SS-Brigadeführer sowie SS- und Polizeiführer
- Hintze, Otto (1861–1940), deutscher Historiker und Geschichtsprofessor
- Hintze, Paul von (1864–1941), deutscher Konteradmiral und Politiker
- Hintze, Peter (1950–2016), deutscher Politiker (CDU), MdB
- Hintzen, Beate, deutsche Klassische und neulateinische Philologin
- Hintzen, Katharina (* 1989), deutsche Schauspielerin
- Hintzen, Martin (* 1963), deutscher Polizeibeamter, und TV-DarstellerMartin Hintzen (* 1963)

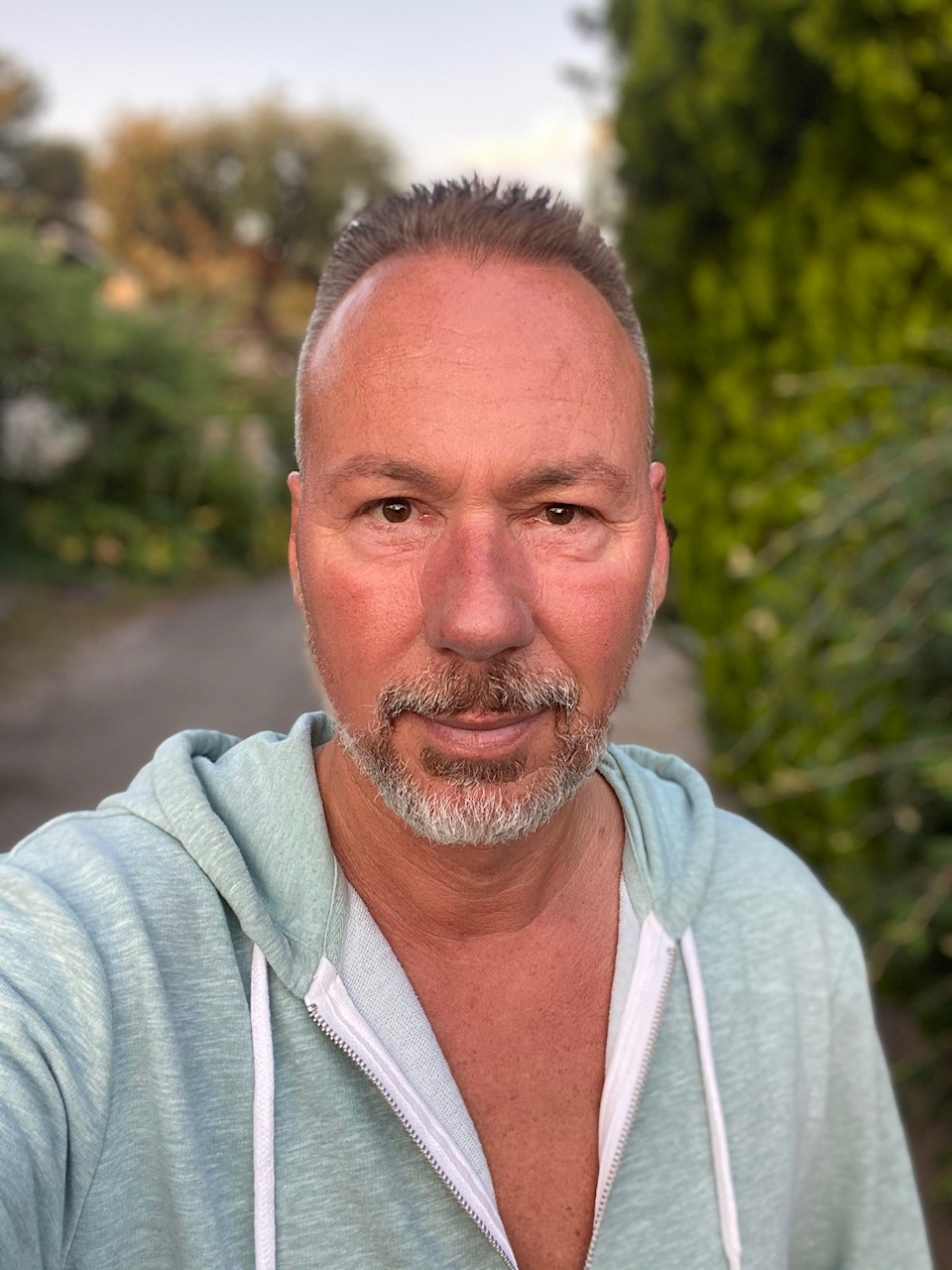
Martin Hintzen (* 1963)

- Hintzen, Udo, deutscher Rechtspfleger
- Hintzen, Ulrich (* 1957), deutscher Fußballspieler
- Hintzenstern, Herbert von (1916–1996), deutscher Pfarrer
- Hintzenstern, Karl Ludwig von (1736–1811), schwedischer Generalmajor
- Hintzenstern, Michael von (* 1956), deutscher Musiker, Komponist und Autor
- Hintzmann, Ernst (1880–1951), deutscher Konteradmiral und Politiker (DVP, DNVP), MdBB, MdR
- Hintzmann, Ernst senior (1853–1913), deutscher Politiker
- Hintzmann, Peter (1936–1998), deutscher Diplomat, Botschafter der DDR
- Hintzsche, Erich (1900–1975), Arzt und Medizinhistoriker

### Hinu
- Hinüber, Adolf Friedrich Burchard von (1769–1845), deutscher Jurist und Kanzleidirektor
- Hinüber, Anton Johann (1655–1719), kurfürstlich braunschweig-lüneburgischer Oberpostmeister und Besitzer des hannoverschen Posthofes
- Hinüber, Georg Charlotte von (1764–1828), deutscher Generalpostdirektor, Kabinetts- und Geheimrat, Major, Diplomat, Kanzleiauditor und Kunsthistoriker
- Hinüber, Gerhard von (1752–1815), deutscher Postmeister und Amtmann
- Hinüber, Hans (1618–1680), deutscher Postmeister
- Hinüber, Heinrich von (1767–1833), hannoverscher Generalleutnant, Bevollmächtigter bei der Militärkommission des Bundestags
- Hinüber, Jobst Anton von (1718–1784), deutscher Jurist, Postmeister, Amtmann sowie ein bedeutender Landwirtschaftsreformer im Kurfürstentum Hannover
- Hinüber, Johann Melchior (1672–1752), Jurist und Autor juristischer Werke
- Hinüber, Oskar Leuer von (1892–1961), deutscher Jurist
- Hinüber, Oskar von (* 1939), deutscher Indologe
- Hinüber, Rütger († 1665), deutscher Ratsweinschenk, Kaufmann, Fuhrunternehmer und Postwesengründer
- Hinüber, Sophie Anne Dorothea von (1730–1803), deutsche Äbtissin in Walsrode
- Hinüber, Wilhelm Justus Julius von (1797–1889), deutscher Jurist, Amtmann, Oberamtsrichter, Obstbaumkundler und Stifter
- Hinum, Thomas (* 1987), österreichischer Fußballspieler
- Hinuma, Yorio (1925–2015), japanischer Arzt und Virologe

### Hinw
- Hinwil, Johann von, Benediktiner, Abt des Klosters Reichenau
- Hinwood, Andrea, australische Umweltwissenschaftlerin
- Hinwood, Peter (* 1946), britischer Fotograf, Model und Schauspieler

### Hinx
- Hinxman, Lionel Wordsworth (1855–1936), schottischer Geologe

### Hinz
- Hinz, Andreas (* 1952), deutscher Basketballtrainer
- Hinz, Andreas (* 1957), deutscher Erziehungswissenschaftler und Sonderpädagoge
- Hinz, Ann-Kathrin (* 1993), deutsche Schauspielerin
- Hinz, Bernd (1947–2021), deutscher Vertriebenenpolitiker (parteilos), Museumsgründer und Publizist
- Hinz, Berthold (* 1941), deutscher Kunsthistoriker
- Hinz, Bruno (1900–1937), Kommunist und Kommandeur des Thälmann-Bataillons der Internationalen Brigaden im Spanischen Bürgerkrieg
- Hinz, Bruno (1915–1968), deutscher Offizier der Waffen-SS während des Zweiten Weltkrieges
- Hinz, Christoph (1928–1991), deutscher evangelischer Theologe und Propst
- Hinz, Christoph (* 1979), deutscher Handballspieler
- Hinz, Christopher (* 1951), US-amerikanischer Science-Fiction- und Fantasy-Schriftsteller
- Hinz, Delia (* 1943), deutsche Politikerin (Die Linke), MdA
- Hinz, Dieter (1955–2012), deutscher Künstler im Bereich Malerei, Grafik, Cartoons und Bühnenbild
- Hinz, Dietmar (* 1953), deutscher Ringer
- Hinz, Dinah (1934–2020), deutsche Schauspielerin
- Hinz, Eike (* 1945), deutscher Altamerikanist
- Hinz, Emma (* 2002), US-amerikanische Kinderdarstellerin
- Hinz, Erdmann-Michael (1933–1950), deutscher Bildhauer
- Hinz, Erwin (1917–2011), deutscher evangelischer Theologe und Hochschullehrer
- Hinz, Fabian (* 1989), deutscher Wissenschaftler
- Hinz, Felix (* 1973), deutscher Historiker und Geschichtsdidaktiker
- Hinz, Friedemann (* 1975), deutscher Punk-Musiker und -sänger
- Hinz, Georg († 1688), deutscher Maler
- Hinz, Gerhard, deutscher Fußballspieler
- Hinz, Gertrud (1912–1996), deutsche Filmeditorin
- Hinz, Hans-Martin (* 1947), deutscher Museumsexperte, Staatssekretär
- Hinz, Heiko (* 1969), deutscher Boxer
- Hinz, Heino (1931–1975), deutscher Politiker (CDU), MdBB
- Hinz, Heinz (1919–1988), deutscher Fußballspieler
- Hinz, Henry (1904–1986), deutscher Politiker (NSDAP), MdR
- Hinz, Hermann (1916–2000), deutscher Prähistoriker
- Hinz, Ida (1904–1986), deutsche Politikerin (SPD), Stadtpräsidentin von Kiel
- Hinz, Ingrid (* 1939), deutsche Regisseurin und Trickgestalterin
- Hinz, Isabel (* 1996), deutsche Schauspielerin
- Hinz, Joachim (* 1953), deutscher Dokumentarfilmer und Kameramann
- Hinz, Johann-Peter (1941–2007), deutscher Kommunalpolitiker in Sachsen-Anhalt
- Hinz, Johannes (1936–2010), deutscher Maler und Sachbuchautor
- Hinz, Jörg-Tilmann (* 1947), deutscher Bildhauer und Metallgestalter
- Hinz, Jürgen (1939–2018), deutscher Politiker (SPD), MdL
- Hinz, Karl (1934–2016), deutscher Geophysiker, Meeresforscher und Geologe
- Hinz, Karl-Heinz (1919–2010), deutscher Segelflugzeugbaumeister
- Hinz, Knut (* 1941), deutscher Schauspieler
- Hinz, Kurt (1911–1963), deutscher Schauspieler, Hörspielsprecher und Dialogautor von Film-Synchronfassungen
- Hinz, Malte (* 1953), deutscher Journalist
- Hinz, Manfred (1936–2001), deutscher Rechtswissenschaftler
- Hinz, Manfred (* 1952), deutscher Romanist
- Hinz, Manfred O. (* 1936), deutscher Rechtswissenschaftler
- Hinz, Marco (1974–2023), deutscher Fußballspieler
- Hinz, Marlice (1903–1978), deutsche Graphikerin und Modeillustratorin
- Hinz, Matthias (* 1976), deutscher Schauspieler
- Hinz, Michael (1939–2008), deutscher Theater- und FilmschauspielerMichael Hinz (1939–2008)

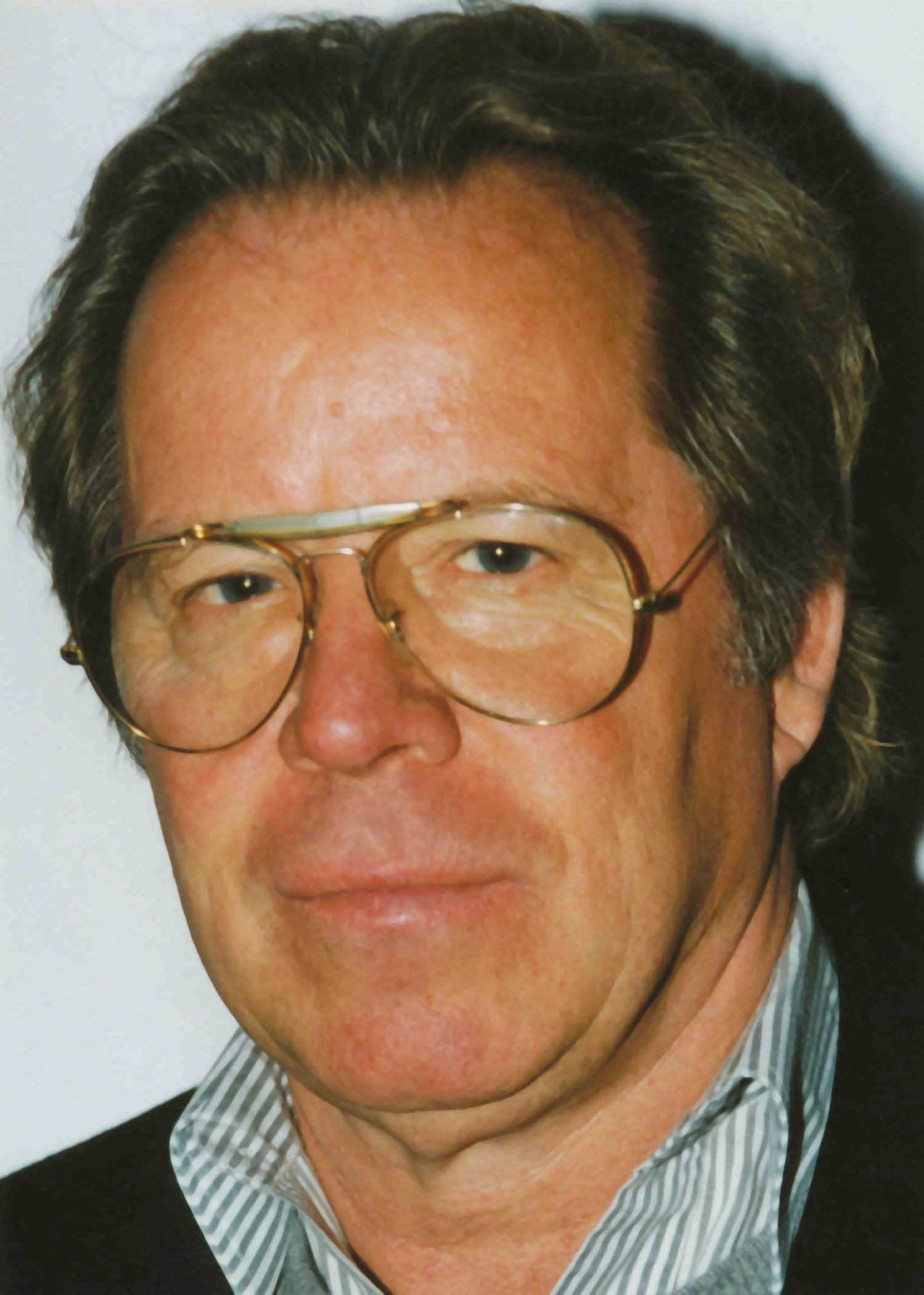
Michael Hinz (1939–2008)

- Hinz, Michael (* 1962), deutscher Wirtschaftswissenschaftler
- Hinz, Michael (* 1987), deutscher Fußballspieler
- Hinz, Monika, deutsche Kostümbildnerin
- Hinz, Oliver (* 1974), deutscher Ökonom und Professor an der Goethe-Universität Frankfurt
- Hinz, Paulus (1899–1988), deutscher evangelischer Pfarrer und Kunsthistoriker in Kolberg und Halberstadt
- Hinz, Peter (* 1958), deutscher Politiker (CDU), MdB
- Hinz, Peter (* 1964), deutscher Chirurg
- Hinz, Petra (* 1962), deutsche Politikerin (SPD), MdBPetra Hinz (* 1962)

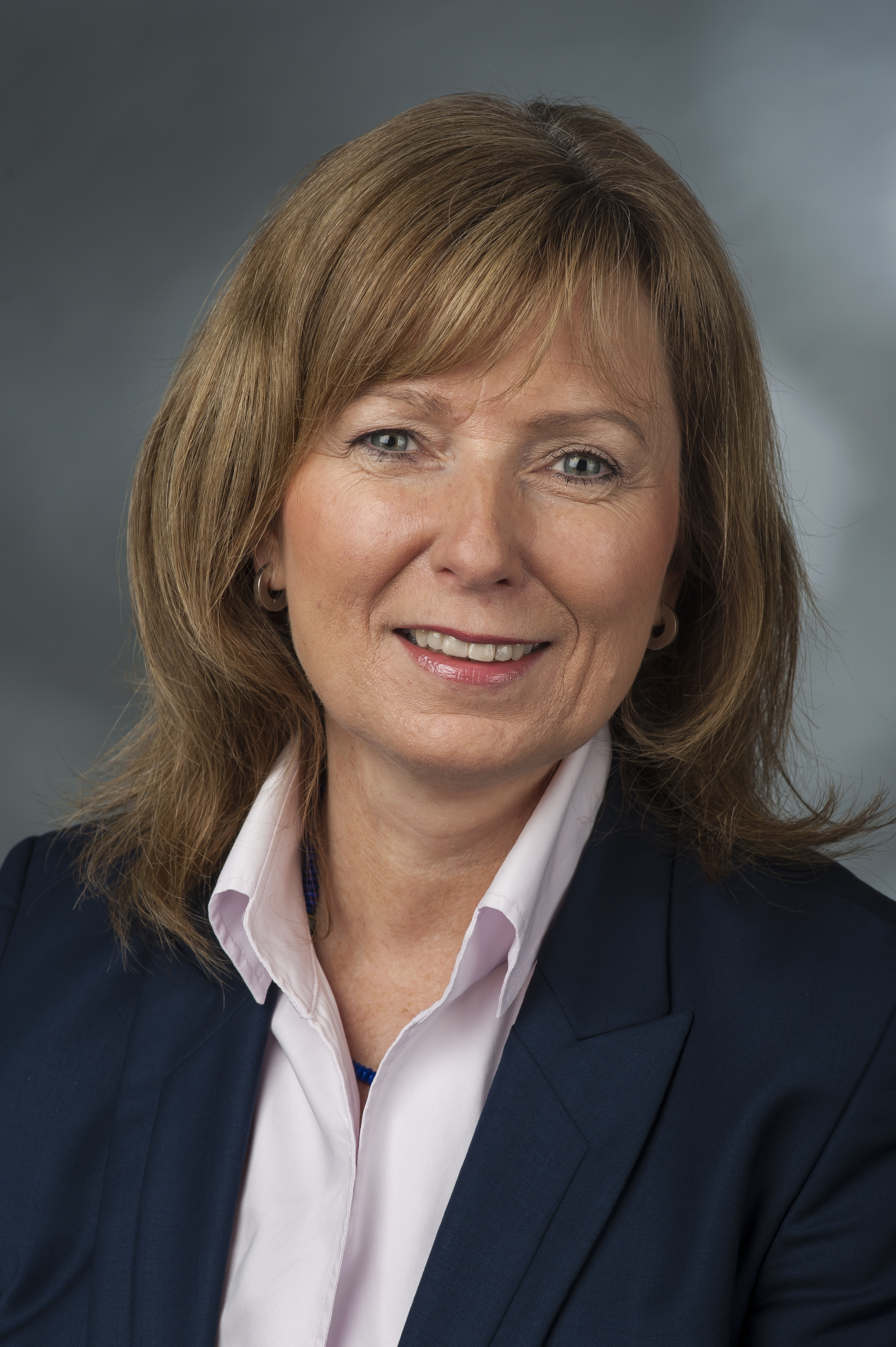
Petra Hinz (* 1962)

- Hinz, Priska (* 1959), deutsche Politikerin (Bündnis 90/Die Grünen), MdL, MdB
- Hinz, Robert (1929–2021), deutscher Forstmann
- Hinz, Rolf (1916–1994), deutscher Oberstudienrat und Entomologe
- Hinz, Rolf (* 1928), deutscher Kieferorthopäde, Unternehmer, Autor und Hochschullehrer
- Hinz, Samanta (* 1992), deutsche Tänzerin und Schauspielerin
- Hinz, Söhnke (* 1969), deutscher Volleyballtrainer
- Hinz, Stefanie (* 1972), deutsche Juristin, Polizeipräsidentin
- Hinz, Stephan, deutscher Barkeeper und Unternehmer im Bereich Catering
- Hinz, Sylvia (* 1968), deutsche Musikerin (Blockflöten)
- Hinz, Theo (1931–2018), deutscher Filmproduzent und -verleiher
- Hinz, Thomas (* 1964), deutscher Fußballspieler
- Hinz, Thorsten (* 1962), deutscher Journalist und freier Autor
- Hinz, Vanessa (* 1992), deutsche Biathletin und SkilangläuferinVanessa Hinz (* 1992)

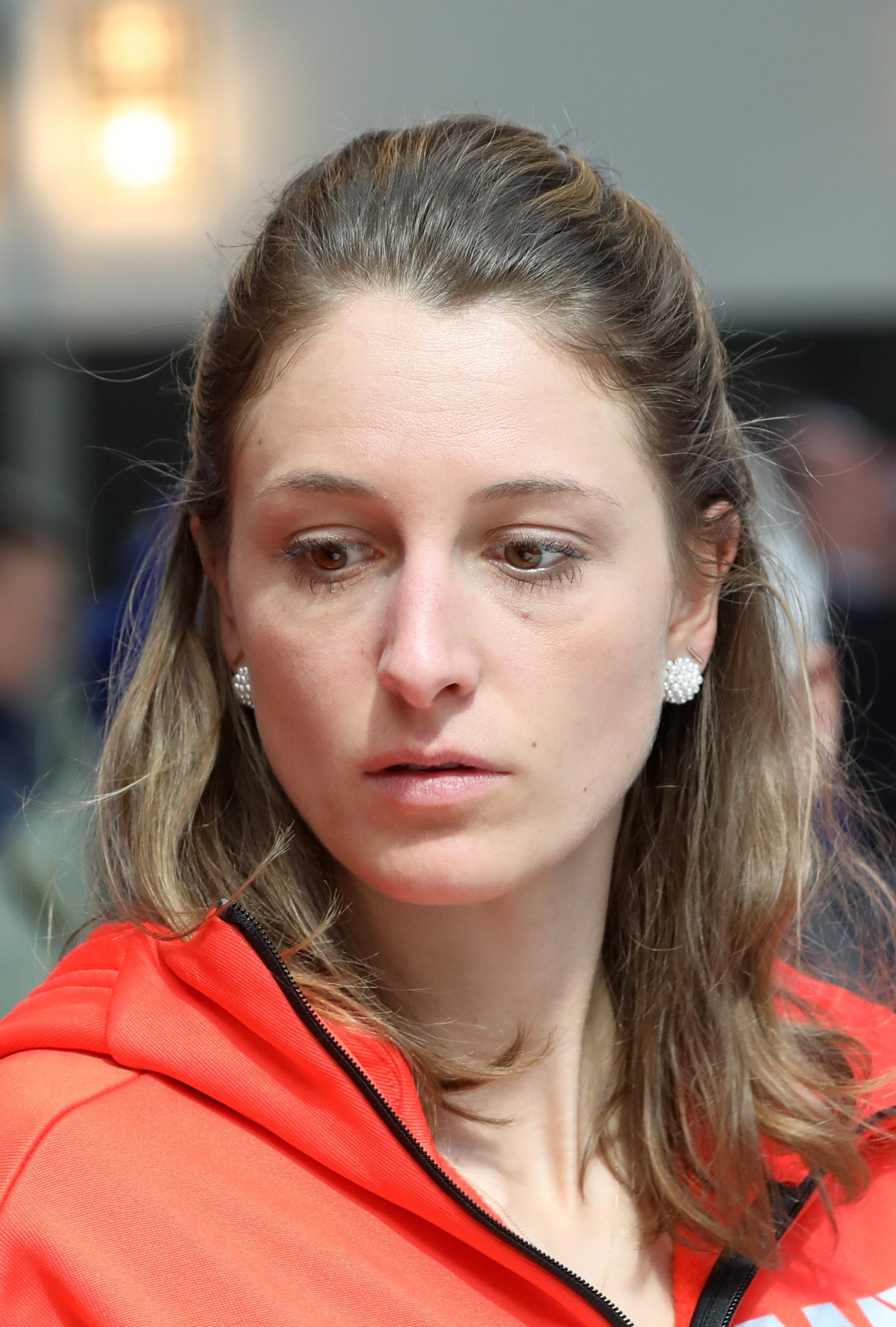
Vanessa Hinz (* 1992)

- Hinz, Volker (1947–2019), deutscher Fotograf
- Hinz, Walther (1906–1992), deutscher Iranologe, Linguist und Hochschullehrer
- Hinz, Werner (1903–1985), deutscher Schauspieler
- Hinz, Wolfgang (* 1949), deutscher DBD-Funktionär, MdV
- Hinz-Schallreuter, Ingelore (* 1957), deutsche Geologin und Paläontologin
- Hinze, Anneliese (* 1907), deutsche Malerin, Grafikerin und Kinderbuchillustratorin
- Hinze, Carl (* 1999), deutscher Bahnradsportler
- Hinze, Chris (* 1938), niederländischer Jazzflötist, Komponist und Musikproduzent
- Hinze, Eduard (1898–1986), deutscher Arzt
- Hinze, Emma (* 1997), deutsche Bahnradsportlerin
- Hinze, Erwin (1909–1972), deutscher Politiker (SPD, SED), Oberbürgermeister von Frankfurt (Oder)
- Hinze, Friedhelm (1931–2004), deutscher Slawist, Kaschubologe und Baltist
- Hinze, Friedrich (1804–1857), deutsch-russischer Mediziner und Dichter
- Hinze, Gottfried (1873–1953), deutscher Kaufmann, Sportler und Fußballfunktionär
- Hinze, Heimbert Paul Friedrich (1771–1840), deutscher Schauspieler, Schriftsteller und Theaterdirektor
- Hinze, Heinz (1905–1988), deutscher Schauspieler
- Hinze, Heinz F. W. (1921–2012), deutscher Publizist
- Hinze, Hugo (1839–1906), deutscher Offizier und Politiker (DFP), MdR
- Hinze, Kerstin, deutsche Ruderin
- Hinze, Kurt (* 1934), deutscher Biathlet und Biathlontrainer
- Hinze, Laura (* 1997), deutsche Medizinerin
- Hinze, Lothar (* 1937), deutscher Synchronsprecher und Synchronregisseur
- Hinze, Manfred (* 1933), deutscher Leichtathlet
- Hinze, Marie (* 1999), deutsche Synchronsprecherin und Hörspielsprecherin
- Hinze, Marty (* 1946), US-amerikanischer Automobilrennfahrer
- Hinze, Matthias (1969–2007), deutscher Schauspieler und Synchronsprecher
- Hinze, Melanie (* 1970), deutsche Synchronsprecherin
- Hinze, Paul (1906–1945), deutscher Widerstandskämpfer und Kommunist
- Hinze, Peter (* 1960), deutscher Politiker (SPD), Bürgermeister von Emmerich am Rhein
- Hinze, Petra (* 1942), deutsche Schauspielerin
- Hinze, Petra (* 1955), deutsche Skilangläuferin
- Hinze, Reinhardt (* 1929), deutscher Politiker (SPD), MdHB
- Hinze, Sebastian (* 1979), deutscher Handballspieler und HandballtrainerSebastian Hinze (* 1979)

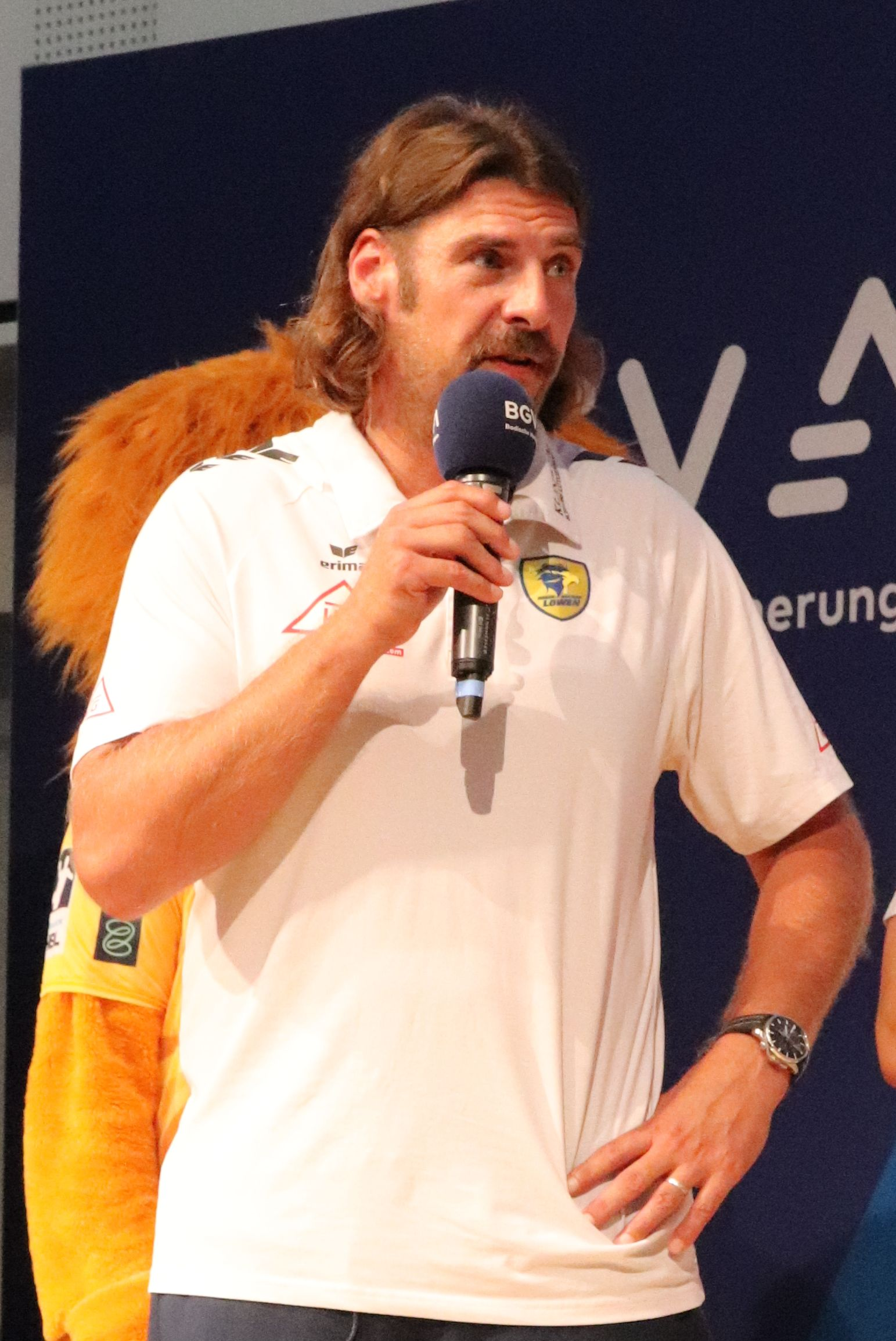
Sebastian Hinze (* 1979)

- Hinze, Wilhelm (1813–1876), deutscher Opernsänger (Bassbariton), Theaterschauspieler und Geiger
- Hinze, Wolfgang (1921–1988), deutscher Maschinenbauingenieur und Professor für Kolbenmaschinen
- Hinze, Wolfgang (1935–2022), deutscher Schauspieler und Regisseur
- Hinze-Reinhold, Bruno (1877–1964), deutscher Pianist und Hochschullehrer
- Hinze-Sokolowa, Anneliese, deutsche Filmeditorin
- Hinzelmann, Elsa Margot (1895–1969), Schriftstellerin
- Hinzelmann, Hans-Heinz (1889–1970), deutscher Schriftsteller, Theaterintendant und jüdischer Exilant
- Hinzelmann, Helmuth (1904–1972), deutscher Schauspieler
- Hinzelmann, Reha (* 1942), deutsche Schauspielerin und Synchronsprecherin
- Hinzen, Matheu (* 2006), niederländischer Schauspieler, Sänger, Moderator und Vertreter der Niederlande beim Junior Eurovision Song Contest 2019
- Hinzer, Hermann, deutscher Basketballspieler
- Hinzke, Jan-Hendrik (* 1986), deutscher Erziehungswissenschaftler
- Hinzmann, Gabriele (* 1947), deutsche Leichtathletin und Olympiamedaillengewinnerin
- Hinzmann, Heinrich (1860–1926), deutscher Leder-Kunstgewerbler, Grafiker und Heraldiker sowie Exlibris-Künstler
- Hinzmann, Kurt (1906–2003), deutscher Fernsehpionier
- Hinzmann, Silvija (* 1956), deutsche Autorin und Übersetzerin
- Hinzmann, Tom (* 1996), deutscher Politiker (SPD), MdHB
- Hinzmann, Walter, deutscher Fußballspieler
- Hinzpeter, Christian (1954–2021), deutscher Fußballfunktionär
- Hinzpeter, Georg Ernst (1827–1907), deutscher PädagogeGeorg Ernst Hinzpeter (1827–1907)

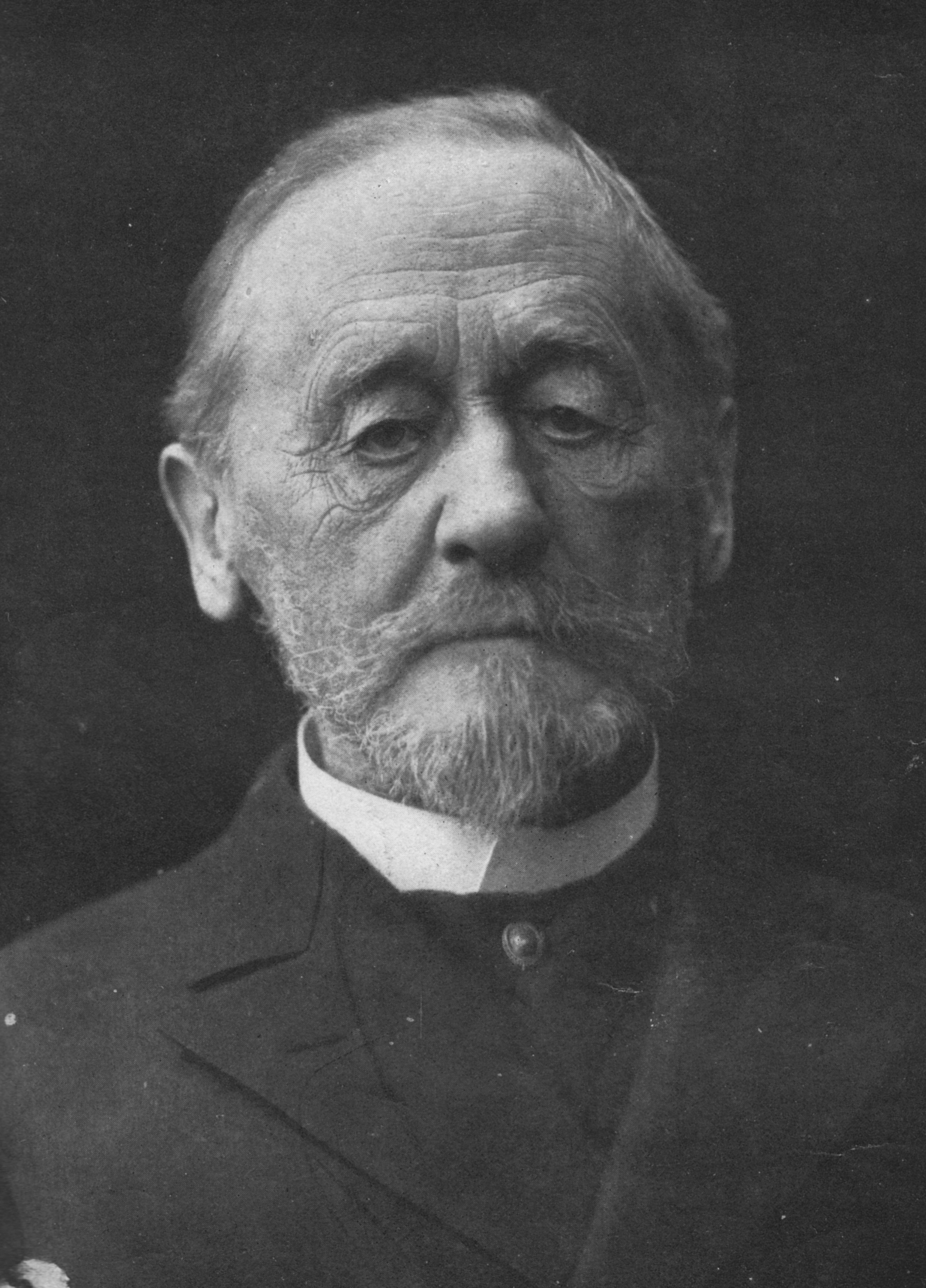
Georg Ernst Hinzpeter (1827–1907)

- Hinzpeter, Hans (1921–1999), deutscher Meteorologe
- Hinzpeter, Jürgen (1937–2016), deutscher Journalist
- Hinzpeter, Jürgen Heinrich Otto (* 1963), deutscher Heimatforscher
- Hinzpeter, Ludwig (1862–1935), deutscher Komponist, Pädagoge und Musikkritiker
- Hinzpeter, Rodrigo (* 1965), chilenischer Politiker